# Remparts de Vannes
Vous lisez un « bon article » labellisé en 2010.
Les remparts de Vannes sont les fortifications érigées entre les IIIe et XVIIe siècles pour protéger la ville de Vannes dans le département du Morbihan en France. Fondée par les Romains à la fin du Ier siècle av. J.-C. sous le règne d’Auguste, la civitas Venetorum se voit contrainte de se protéger derrière un castrum à la fin du IIIe siècle, alors même qu'une crise majeure secoue l’empire romain. Cette première enceinte demeure la seule protection de la cité pendant plus d’un millénaire. C’est à l’époque du duc Jean IV, à la fin du XIVe siècle, que l’enceinte de la ville est réédifiée et étendue vers le sud pour protéger les nouveaux quartiers. Le duc veut faire de Vannes non seulement un lieu de résidence mais également une place forte sur laquelle il peut s’appuyer en cas de conflit. La superficie de la ville intra-muros est doublée et le duc adjoint à la nouvelle enceinte sa forteresse de l’Hermine.
Les guerres de la Ligue de la fin du XVIe siècle obligent la ville à se doter de plusieurs bastions polygonaux (Gréguennic, Haute-Folie, Brozilay, Notre-Dame). L’éperon de la Garenne est le dernier ouvrage défensif construit à Vannes vers 1630. À partir de 1670, le roi Louis XIV vend morceau par morceau les éléments des remparts afin de financer ses guerres. L'événement le plus significatif est, en 1697, le don à la ville de Vannes des ruines du château de l'Hermine, qui servent alors au réaménagement du port et à l'entretien des bâtiments municipaux.
Les aménagements urbains du XIXe siècle ont pour conséquence la démolition de plusieurs segments de la muraille nord et ouest. Il faut attendre la destruction partielle en 1886 de la porte Prison, un des plus vieux accès à la vieille ville, pour voir des Vannetais attachés à leur patrimoine se réunir pour former une association de défense du patrimoine en 1911. S’ensuit la mise en place progressive de la protection des remparts au titre des monuments historiques entre 1912 et 1958. Depuis plusieurs décennies, la ville entreprend la remise en état et la mise en valeur des parties des remparts dont elle est propriétaire. Clé de voûte du patrimoine vannetais et élément touristique par excellence, les remparts de Vannes comptent parmi les rares fortifications urbaines qui subsistent encore en Bretagne.

## Histoire

### La première enceinte
À la fin du IIIe siècle, sous la menace des peuples germaniques, l'empereur Probus autorise Darioritum, comme toutes les cités du litus Saxonicum, à élever des fortifications. La bourgade antique de Vannes s'entoure dès lors de remparts sur la colline du Mené et abandonne la colline de Boismoreau qui formait le cœur de la cité. L'élection de cet emplacement tenait à sa configuration : la colline du Mené est à cette époque un promontoire rocheux entouré de marécages. Cette première enceinte est grossièrement triangulaire et s'étend de l'actuelle rue du Méné, au nord, jusqu'à la place des Lices, au sud. Il s'agit plus précisément d'un « hexagone irrégulier comprenant trois grands côtés, de longueurs inégales, reliés l'un à l'autre par trois petits côtés, aussi de longueurs inégales ». Cette première enceinte, d'un périmètre inférieur à 1 000 m, englobe environ 5 hectares.
Les sources se tarissent ensuite sur les siècles qui suivent. Ce qui est certain, c'est qu'une forteresse est attestée au Xe siècle sur la muraille nord. Certaines sources mentionnent les Ve ou VIe siècles comme période possible pour sa construction, puisqu'il semblerait qu'Eusèbe, roi semi-légendaire de Vannes, utilisait déjà ce château comme demeure au début du VIe siècle. Cette forteresse a été baptisée château de la Motte. Son étymologie n'est pas tranchée : peut-être à cause de sa position dominante sur la ville ou à cause d'importants exhaussements lors des travaux de terrassements. Le château de la Motte est par la suite la demeure des comtes de Vannes, puis celle de certains des  rois et ducs de Bretagne, entre autres : Macliau, Waroch, Nominoë ou encore Jean Ier et Pierre Mauclerc.

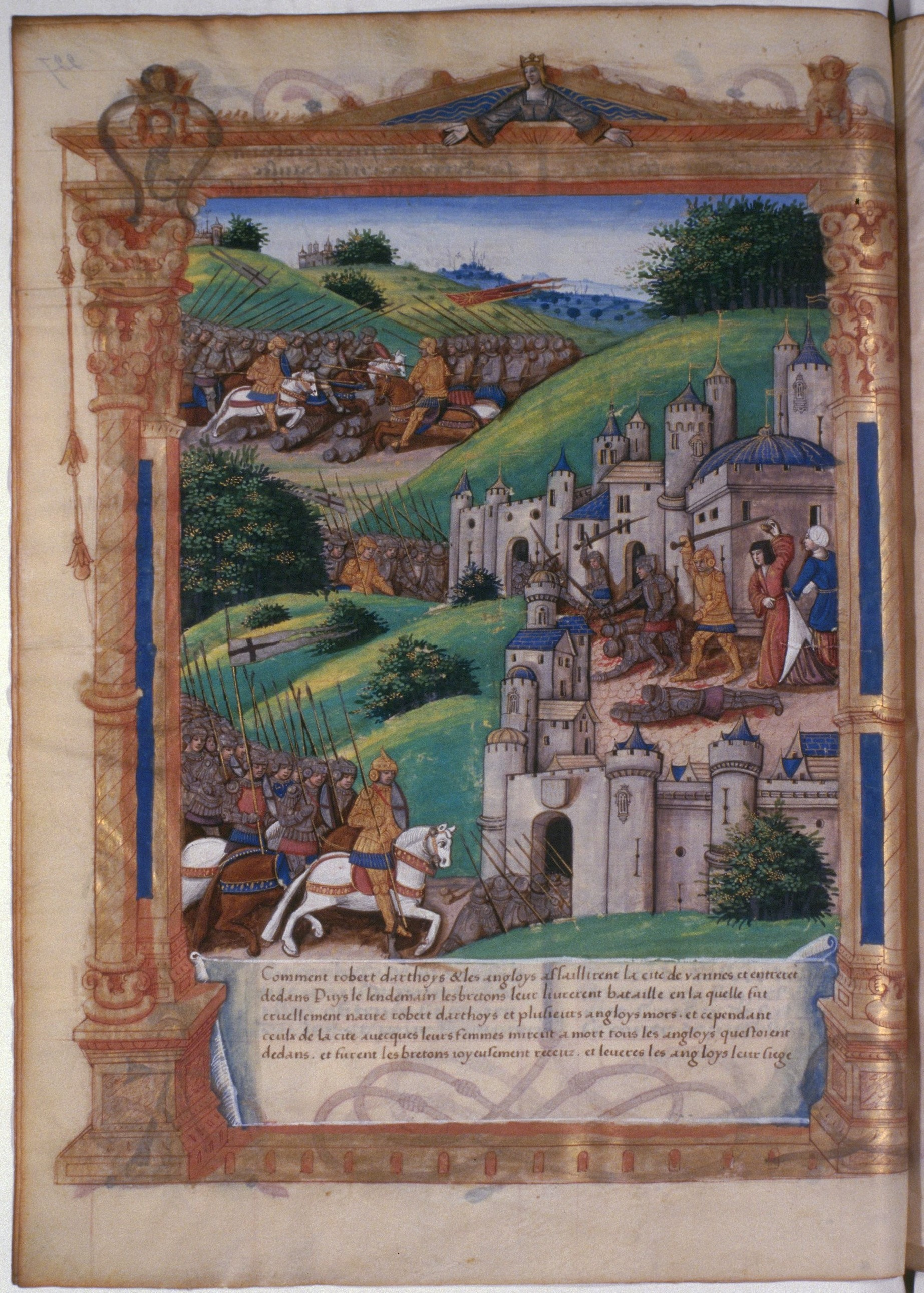
Prise de Vannes par Guillaume Fillastre (XV).

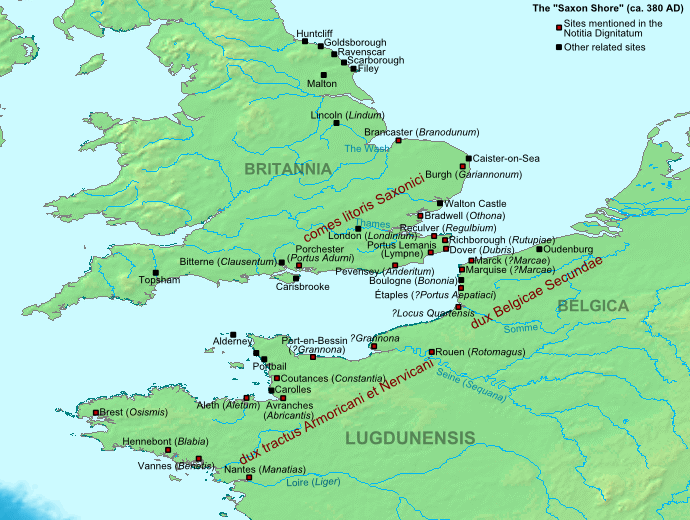
Le litus Saxonicum.

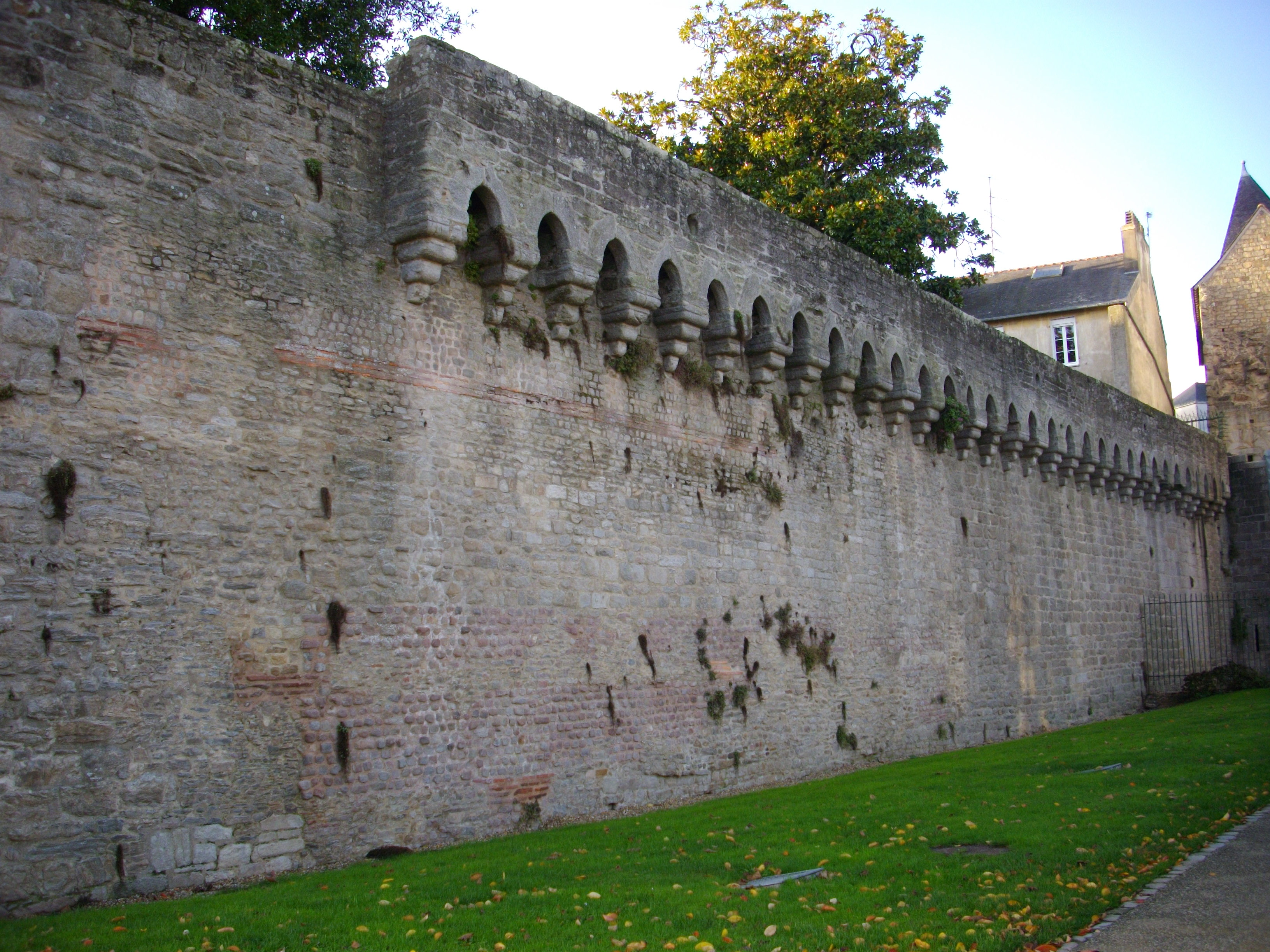
La partie romaine des remparts, au nord de la tour Joliette.

Les guerres incessantes du duc avec ses voisins au cours du XIIe siècle fragilisent les remparts. Ainsi, la cité est assiégée cinq fois entre 1156 et 1175, à deux reprises par Henri Plantagenêt (en 1168 et 1175). C'est ainsi que le duc Jean Ier décide d'engager à partir de 1237 la réfection des remparts. Le séisme de 1287 incite son successeur, Jean II, à continuer les travaux, qui se terminent en 1305. Le château de la Motte, trop endommagé par ce séisme, est alors cédé à l'évêque Henri Tore. Celui-ci décide sa reconstruction à partir de 1288 pour en faire le manoir épiscopal de la Motte, la demeure des évêques de la ville.
En 1342, en pleine guerre de Succession de Bretagne, la ville subit quatre autres sièges en changeant de mains plusieurs fois entre le parti de Charles de Blois, soutenu par les Français, et celui de Jean de Montfort. Les Vannetais, qui se déclarent favorables à Jean de Montfort en 1341, se rendent à l'armée de Charles de Blois au début de l'année 1342, mais une armée anglaise, commandée par Robert III d'Artois, reprend la ville au mois d'août. Quelques jours plus tard, Olivier de Clisson reprend la ville pour le compte des Français au bout d'un nouveau siège où Robert d'Artois est mortellement blessé. La ville résiste victorieusement à un dernier siège mené par Édouard III d'Angleterre en novembre.
L'accès à la ville close pendant le Haut Moyen Âge se fait par cinq portes : Saint-Patern, Saint-Salomon, Bali, Saint-Jean et Mariolle.

### La seconde enceinte

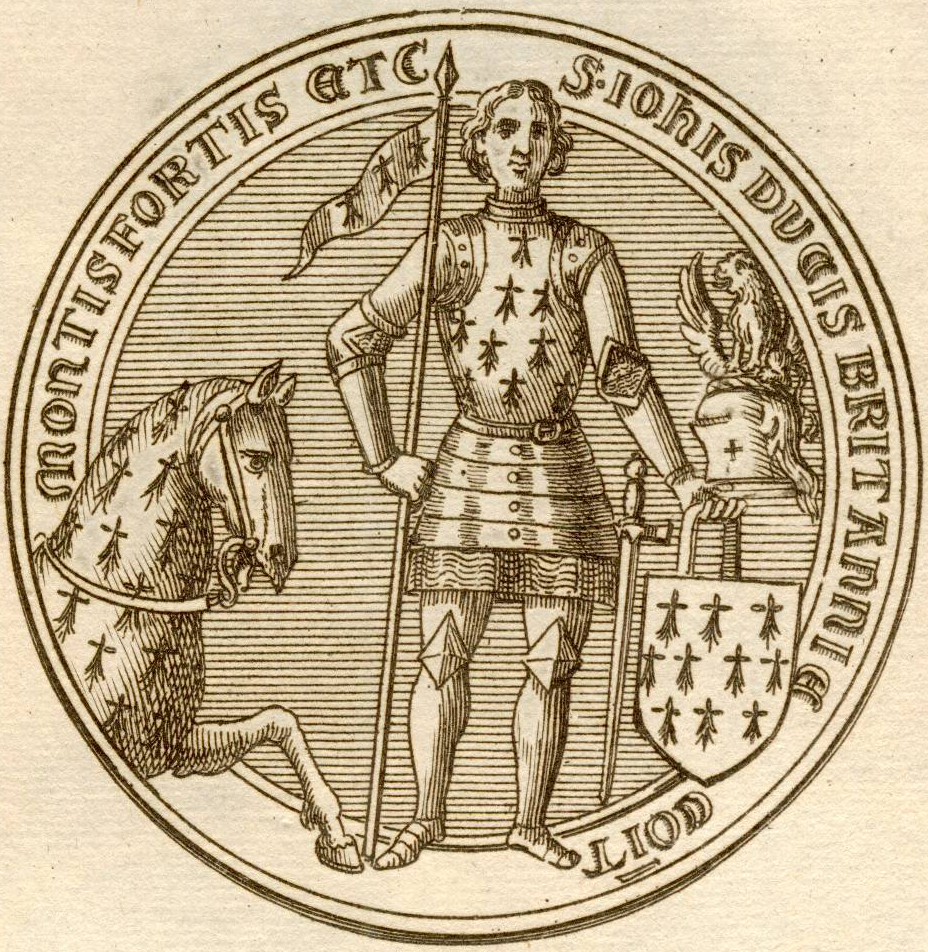
Sceau du duc Jean IV de Bretagne.

Après la guerre, Jean IV, fils de Jean de Montfort, désigné duc de Bretagne par le traité de Guérande, fait réparer et agrandir les remparts vers le sud pour englober les faubourgs de la ville. La superficie de la ville close passe alors de 5 à 13 hectares. Deux portes et leurs barbacanes, Calmont et Gréguennic, sont ajoutées à l'enceinte ; la ville se dote également de trois tours vers le milieu du XVe siècle : la tour du Bourreau, la tour Poudrière et la tour Joliette. Les travaux ne seront réellement achevés que sous les règnes de Jean V et de François II.
Jean IV ajoute à ce renforcement des défenses de la ville l'édification de sa nouvelle demeure, le château de l'Hermine, dont la construction va s'étendre de 1380 à 1385. Pour ce faire, il échange le moulin qu'il possède à Pencastel (Arzon) contre celui de la Garenne, appartenant à l'abbaye Saint-Gildas de Rhuys. Preuve de l'importance naissante de cette nouvelle résidence, les naissances et les mariages s'y succèdent à la fin du siècle et au début du suivant : Jean V y naît en 1389 et Jeanne de Navarre y épouse Henri IV d'Angleterre par procuration en 1402. Elle devient le lieu de résidence quasi permanent des ducs suivants jusque François II, qui préfère le séjour nantais, où il se fait bâtir un nouveau château. Le château de l'Hermine devient alors lieu de refuge ou de détention, au gré de la volonté du duc et de la qualité de ses « invités » : lieu de séjour de Charles de France en lutte contre son frère Louis XI entre 1466 et 1467 ou de Henri Tudor en 1483-1484 et prison de Guillaume Chauvin, ex-chancelier de Bretagne, entre 1481 et 1484.

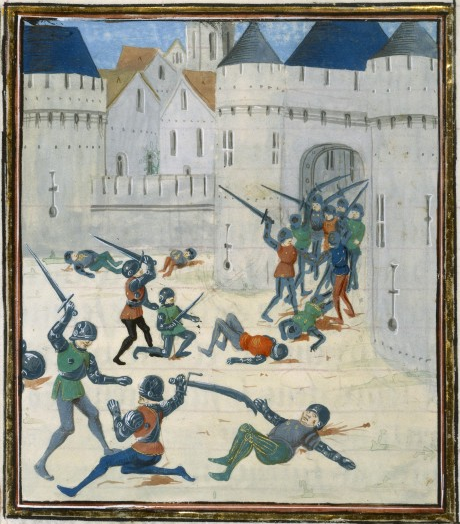
Seconde prise de Vannes par Jean de Wavrin (milieu du XV).

La guerre se ravivant quelques années plus tard, la ville est assiégée et prise à cinq reprises entre 1487 et 1490. La défaite bretonne lors de cette guerre sonne le glas de l'indépendance bretonne, concrétisée près de quarante ans plus tard, le 4 août 1532, avec la requête des États de Bretagne, au château de la Motte, auprès du roi de France François Ier pour l'union de la Bretagne à la France.
Cette miniature de Jean de Wavrin représente la seconde prise de Vannes en 1342 par Jean de Montfort et le camp anglais. Le combat a lieu dans les fossés de la cité entre la tour Poudrière et la porte Prison. Anachronique puisque ces éléments ont été construits après 1430 et que la tour romane de la cathédrale située en arrière-plan ne fut reconstruite qu'après 1450, cette représentation est cependant fidèle aux remparts du milieu du XVe siècle. Les armes (épées et arcs) des soldats sont typiques du milieu du XIVe siècle alors que les archères sont adaptées à l'artillerie à feu (milieu XVe siècle).

### Des derniers renforcements au démantèlement partiel

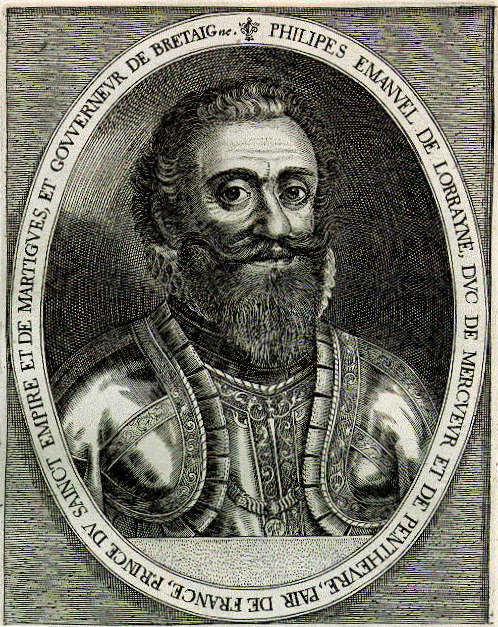
Philippe-Emmanuel de Lorraine, duc de Mercœur.

L'intégration de la Bretagne au royaume de France apporte une certaine accalmie, tant économique que militaire. L'utilité des remparts est moins certaine, mais la ville continue à les entretenir dans une certaine mesure au XVIIe siècle, bien que la démolition du château de l'Hermine ait été décidée à cette époque.
À la fin du XVIe siècle, quand sévissent les guerres de religion, plusieurs villes stratégiques en Bretagne adoptent le principe des fortifications bastionnées, une obligation liée à l'amélioration de l'artillerie. Sous la Ligue, Vannes se rallie au duc de Mercœur, gouverneur de Bretagne et ligueur. Lors de son séjour à Vannes en 1592, il emploie ses ingénieurs et ses architectes à l'amélioration des fortifications de la cité. La ville entreprend alors le renforcement des remparts au moyen des bastions de Gréguennic, Brozillay et Haute-Folie au sud-est de l'enceinte. Au sud, une ouverture est percée pour la communication avec le port. C'est la porte de Kaër-Calmont, qui deviendra porte Saint-Vincent quelques décennies plus tard. Entre 1594 et 1598, des troupes espagnoles sont postées dans la ville conformément aux vœux du duc de Mercœur et du gouverneur de Vannes, René d'Arradon. Les caisses de la ville sont vides et les travaux ne sont toujours pas achevés en cette fin de XVIe siècle.
Après l'échec de la Ligue, Vannes subit les contrecoups de l'instabilité politique et des évènements qui se passent sur les côtes de l'Atlantique. Bien que la cité n'ait plus de rôle stratégique, son enceinte reçoit d'ultimes aménagements défensifs dans les premières décennies du XVIIe siècle. Les bastions élevés en grande hâte sous la Ligue sont améliorés entre 1611 et 1619. Jean Bugeau reconstruit en pierre le bastion de Notre-Dame. Celui de Haute-Folie est reconstruit suivant le principe de pilotis par André Bugeau. La porte Saint-Salomon devait également accueillir un bastion, mais le projet est resté sans suite.

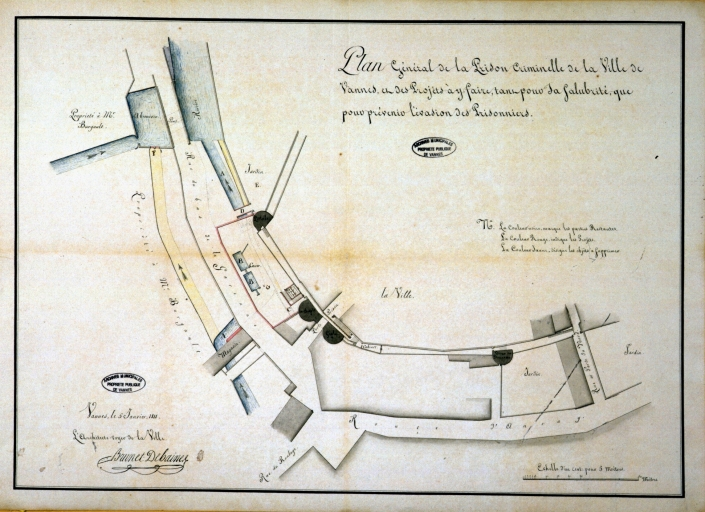
Plan de la prison criminelle en 1811 (Tour Prison)

Entre 1622 et 1624, Jean Bugeau est à la charge du chantier du pont et de la porte de Kaër-Calmont (Ker-Calmont). Les travaux s'achèvent en 1624, la porte est alors renommée porte Saint-Vincent en hommage au prédicateur saint Vincent Ferrier, mort à Vannes en 1419. L'éperon de la Garenne, destiné à protéger le passage de la porte Poterne est construit par l'architecte vannetais Antoine Angueneau entre 1626 et 1628 après le désistement du nantais Jacques Corbineau.
Vannes va connaître une extension urbaine dans la seconde moitié du XVIIe siècle et ceci grâce à une forte croissance économique et religieuse ainsi qu'à l'installation dans la cité du Parlement de Bretagne entre 1675 et 1689. À la suite de l'augmentation régulière de la population et pour faciliter la circulation dans l'intra-muros, la ville se consacre à divers aménagements. Avec la construction, entre 1678 et 1688, des portes Poterne et Saint-Jean par l'architecte François Cosnier, la ville compte désormais six portes.

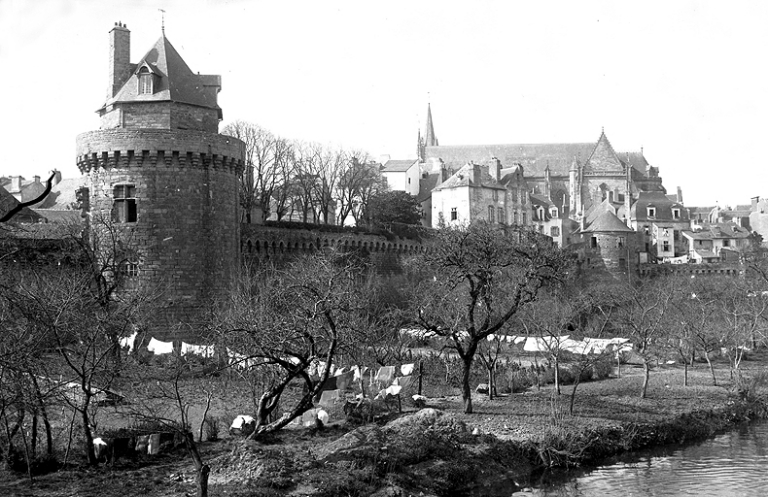
Vergers au pied des remparts vers 1900.

L'évêque Charles de Rosmadec reconstruit le manoir de la Motte à partir de 1654, mais, en 1688, son démantèlement est décidé. En 1697, les vestiges du château de l'Hermine sont donnés à la ville, par le roi de France Louis XIV. Il sert alors, ainsi que les pans de la muraille en démolition, de carrière pour la réfection des bâtiments municipaux.
À la fin du XVIIIe siècle, la ville programme la destruction d'une partie des remparts pour prévenir le risque d'effondrement des éléments les moins bien entretenus mais également pour élargir les voies de circulation. En  1784, la porte Notre-Dame et une partie du bastion du même nom sont démolies. Pendant la révolution, en 1791, la porte Saint-Salomon s'effondre.
Julien Lagorce, traiteur, achète le site de l'ancien château de l'Hermine pour y bâtir un hôtel en 1785. En 1791, le manoir de la Motte est abandonné par l'évêque de l'époque, Sébastien-Michel Amelot. Neuf ans plus tard, les services de la préfecture du Morbihan s'y installent. Mais, mal entretenu, celui-ci continue de se détériorer. Un pan de mur s'effondre en 1860, précipitant le départ des services préfectoraux qui s'installent dans le bâtiment actuel en 1865.
Au cours du XIXe siècle, la ville met à exécution le plan d’embellissement dessiné en 1785-1787 par l'ingénieur Maury. L'aménagement de la place Gambetta masque les remparts de part et d'autre de la porte Saint-Vincent. D'autres portions des murailles sont démolies afin de faire percer de nouvelles rues. La rue Le Mintier de Lehélec est percée à l'ouest en 1826-1827. Le manoir de la Motte est rasé peu de temps après, ainsi que toute la partie septentrionale des murailles, lors du percement de la rue Émile Billault (1862-1867). Une partie du manoir a survécu dans l'Hôtel de France jusqu'à sa démolition complète en 1912.
L'alignement des douves du port et la création de la rue Thiers entre 1870 et 1900 provoque la destruction des remparts entre la tour Saint-François au bastion de Haute-Folie y compris le bastion de Brozillay. En 1886, la porte sud de la porte Prison est démolie.

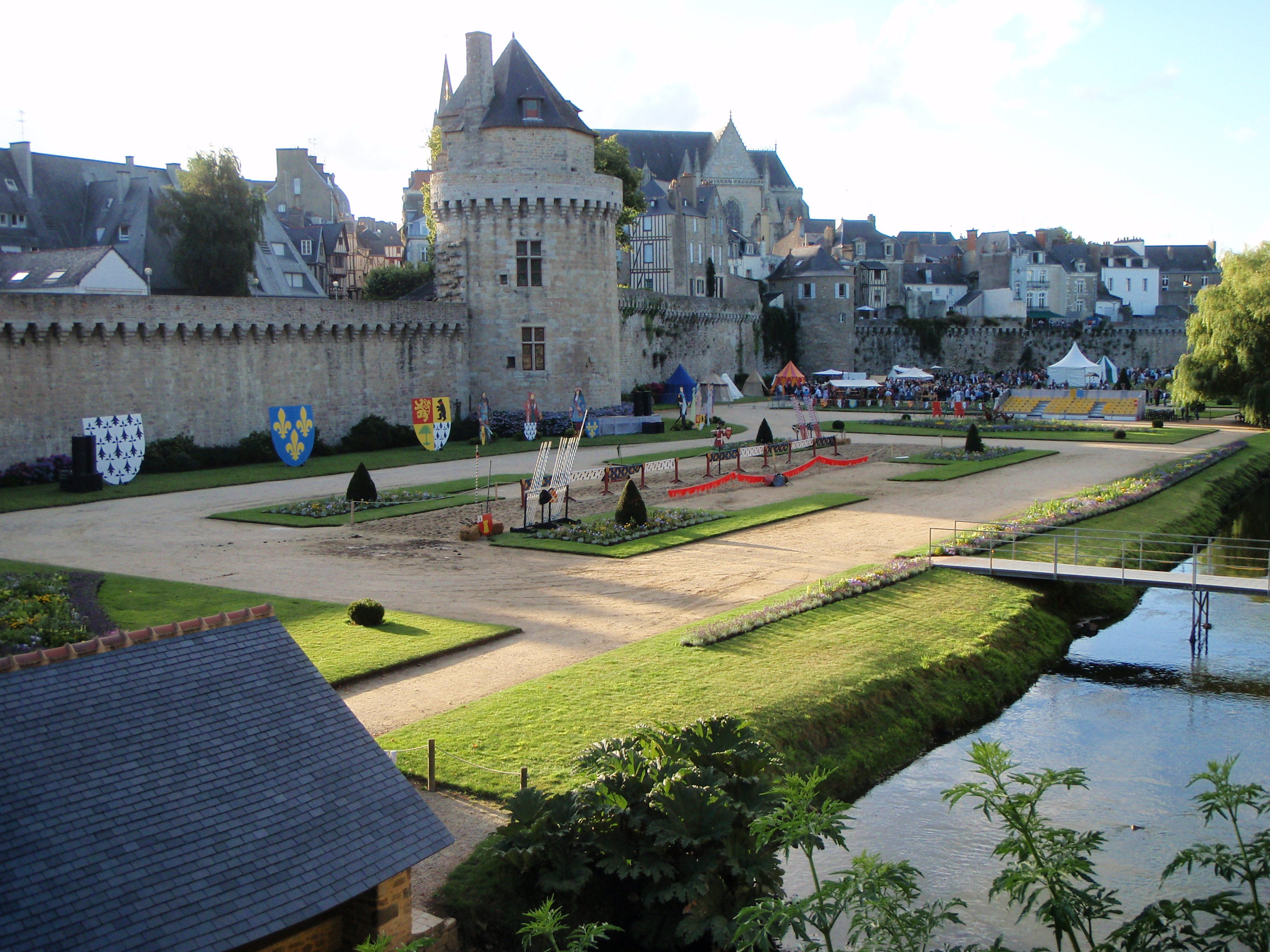
Le jardin des remparts pendant les fêtes historiques de 2009.

### Protection et mise en valeur du patrimoine
Avec près des trois-quarts de ses remparts préservés et malgré la destruction de plusieurs segments au XIXe siècle, l'enceinte urbaine de Vannes est une des mieux conservées de Bretagne. L'élément déclencheur de la sensibilisation des Vannetais est, en 1911, la rumeur de la destruction totale de la porte Prison, qui avait déjà été partiellement démolie en 1886, afin d'élargir la rue.
Des Vannetais, attachés à leur patrimoine, se groupent pour fonder, dès 1911 La Société des Amis de Vannes, une association de défense du patrimoine de la ville dont l'action (tout d'abord le lancement d'une souscription auprès de la population, cette collecte permet de récolter 5 000 francs Or, reversés à la Municipalité de l'époque) permet l’achat de la porte par la ville et sa sauvegarde.

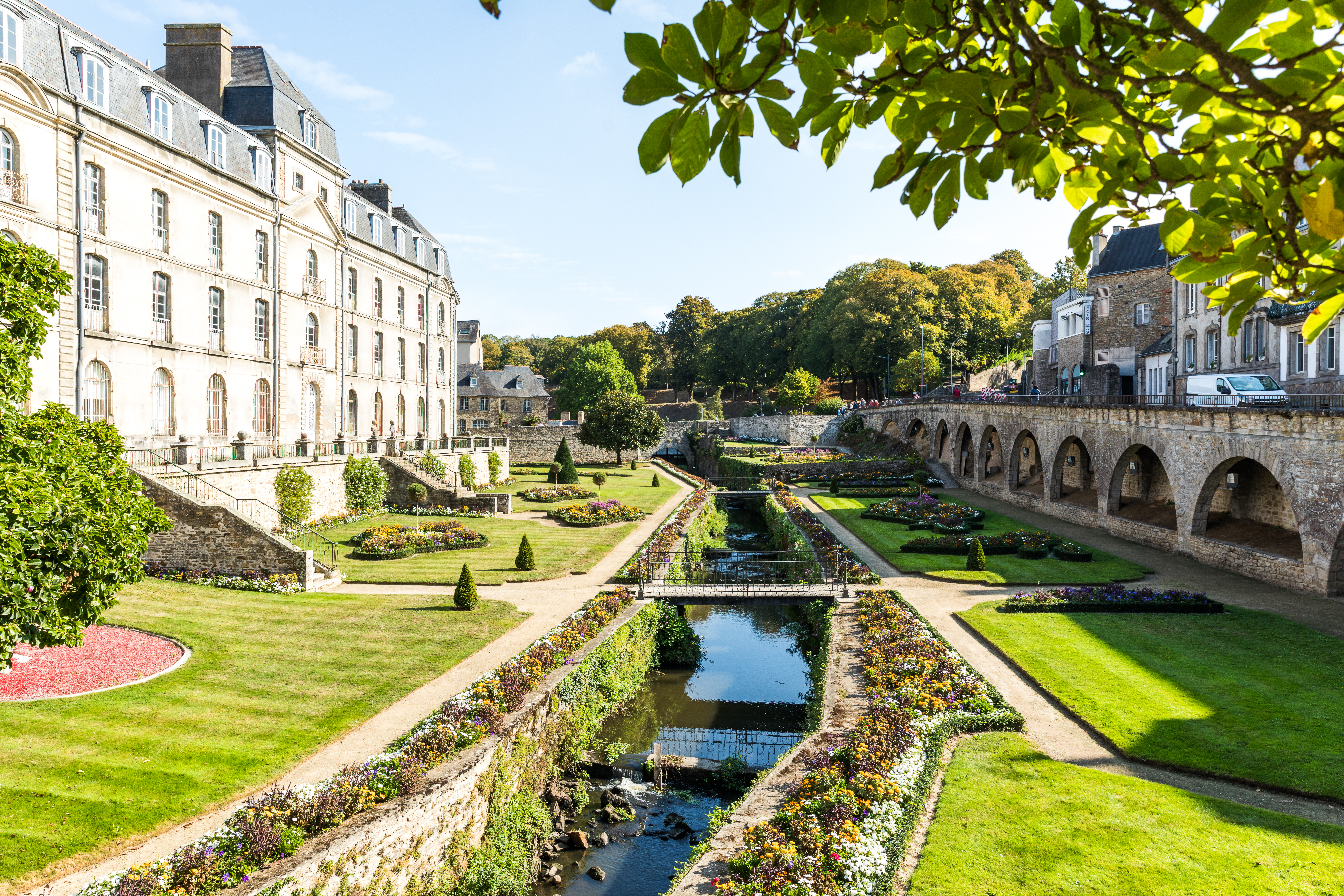
La Marle et le jardin de l'Hôtel Lagorce (dit château de l'Hermine)

Ainsi, le classement en 1912 de la porte Prison au titre des monuments historiques inaugure une politique de protection des remparts. Celle-ci est bientôt suivie par le classement de la totalité du patrimoine fortifié de la ville, l'année 1958 marquant la fin de ce processus avec la protection du bastion de Gréguennic. Dès 1950, le maire, Francis Decker, a l'idée de créer un jardin à la française afin de mettre en valeur la partie orientale de la muraille laissée jusqu'alors en friche. Le plan de sauvegarde et de mise en valeur est, depuis 1982, un outil de protection du secteur sauvegardé de la vieille ville, politique relayée par la signature entre la ville et le ministère de la culture de la convention Ville d'art et d'histoire.
La protection et la mise en valeur des remparts prennent plusieurs formes, des nombreux chantiers de restauration à la tenue d'expositions (tour du Connétable, festival de photographies maritimes…) en passant par l'installation de l'Institut culturel de Bretagne et de nombreuses associations dans l'Hôtel Lagorce (dit château de l'Hermine), feux d'artifice, projection de lumière et organisation d’événements au pied des remparts (salon du livre, fêtes historiques, Fêtes d'Arvor, exposition Photo de Mer).
| Éléments protégés                                                                              | Cadastre                                     | Protection  | Date             |
| ---------------------------------------------------------------------------------------------- | -------------------------------------------- | ----------- | ---------------- |
| Porte Prison et tour                                                                           |                                              | classement  | 2 mai 1912       |
| Éperon de la Garenne                                                                           | K8 1745                                      | inscription | 10 décembre 1925 |
| Tour Trompette et partie des remparts                                                          | K8 1824                                      | inscription | 23 mai 1927      |
| Tour du Connétable et parties de remparts attenantes                                           | K 1735 à 1738                                | classement  | 28 mai 1927      |
| Tour du Bourreau et portion des anciens remparts lui faisant suite vers l'Est                  | K 1662p, 1663                                | classement  | 29 juillet 1927  |
| Anciens remparts ; porte Calmont                                                               | K 1725 à 1729, 1800, 1820, 1820bis           | classement  | 29 juillet 1927  |
| Partie des remparts, dont la Tour Joliette                                                     | K 1712, 1724                                 | classement  | 16 mai 1928      |
| Porte Poterne ; terrasse et portion des remparts                                               | K 1744                                       | classement  | 28 juillet 1928  |
| Terrains compris entre les remparts, la rue Porte-Poterne et le ruisseau de la Garenne         | K8 1746, 1741, 1742                          | classement  | 28 juillet 1928  |
| Porte Saint-Vincent                                                                            |                                              | classement  | 11 octobre 1928  |
| Soubassement de la tour gauche qui flanque la Porte Prison                                     | K 1704                                       | classement  | 24 mars 1936     |
| Partie de la Porte Prison acquise par la ville                                                 |                                              | classement  | 30 novembre 1936 |
| Partie des remparts                                                                            | K 1705                                       | classement  | 15 janvier 1942  |
| Partie des remparts allant de la Porte Prison à la Porte Saint-Jean                            | K8 1630, 1631, 1633 à 1636, 1678             | classement  | 26 novembre 1956 |
| Porte Saint-Jean, rue Brizeux                                                                  | Entre les parcelles K8 1631 et 1632          | classement  | 26 novembre 1956 |
| Tour Poudrière et parties attenantes des remparts                                              | K8 1730 à 1732                               | classement  | 26 novembre 1956 |
| Partie des remparts allant du bastion Notre-Dame à la rue Saint-Salomon                        | K8 1601, 1586, 1587, 1576, 1577, 1546 à 1548 | classement  | 26 novembre 1956 |
| Murailles auxquelles est accolé le bastion Notre-Dame, rue Emile-Burgault                      | K8 1600                                      | inscription | 27 novembre 1956 |
| Bastion de Haute-Folie ; bastion de Gréguenic et sa porte ; courtine reliant ces deux bastions | K8 1876, 1877, 1861, 1863                    | inscription | 7 mars 1958      |
| Tour Saint-François, partie des remparts y attenant et partie des murs dits sarrazins          | K8 1956, 1957                                | inscription | 7 mars 1958      |

## Plan détaillé
| Plan détaillé des remparts et de l'intramuros de Vannes |                                         |
| Éléments subsistants                                    | Éléments disparus                       |
| 1 : Bastion Notre-Dame                                  | A : Porte Saint-Salomon                 |
| 2 : Porte Saint-Jean                                    | B : Tour Bertranne                      |
| 3 : Tour du Bourreau                                    | C : Château de la Motte                 |
| 4 : Tour et porte Prison                                | D : Tour                                |
| 5 : Tour Joliette                                       | E : Tour du Lien ou de la maison Credey |
| 6 : Tour Poudrière                                      | F : Tour                                |
| 7 : Tour du Connétable                                  | G : Porte                               |
| 8 : Éperon de la Garenne                                | H : Tour                                |
| 9 : Porte Poterne                                       | I : Tour                                |
| 10 : Hôtel Lagorce                                      | J : Porte Mariolle                      |
| 11 : Porte et tour Calmont                              | K : Tour                                |
| 12 : Tour Trompette                                     | L : Château de l'Hermine                |
| 13 : Porte Saint-Vincent                                | M : Pont-Saint-Vincent                  |
| 14 : Bastion de Gréguennic                              | N : Porte et Barbacane de Gréguennic    |
| 15 : Bastion de Haute-Folie                             | O : Porte Michelet                      |
| 16 : Tour Saint-François                                | P : Bastion de Brozillay                |

## Éléments subsistants
Les éléments qui suivent sont décrits dans le sens des aiguilles d'une montre à partir du bastion Notre-Dame situé au nord-ouest de la première enceinte. Tous les éléments des remparts ne sont pas la propriété de la ville de Vannes et ne sont pas accessibles lors de visites guidées ou librement. Les remparts ne sont pas dans leur intégralité visibles depuis les axes de circulation. De nombreux éléments sont intégrés dans le paysage urbain. « En adoptant un calcul sommaire, on peut avancer que les remparts de Vannes sont détruits pour un tiers, cachés pour un deuxième tiers et dégagés pour le dernier tiers »,,. Le tableau suivant récapitule le statut des éléments ainsi que leur accessibilité (2012).

### Première enceinte

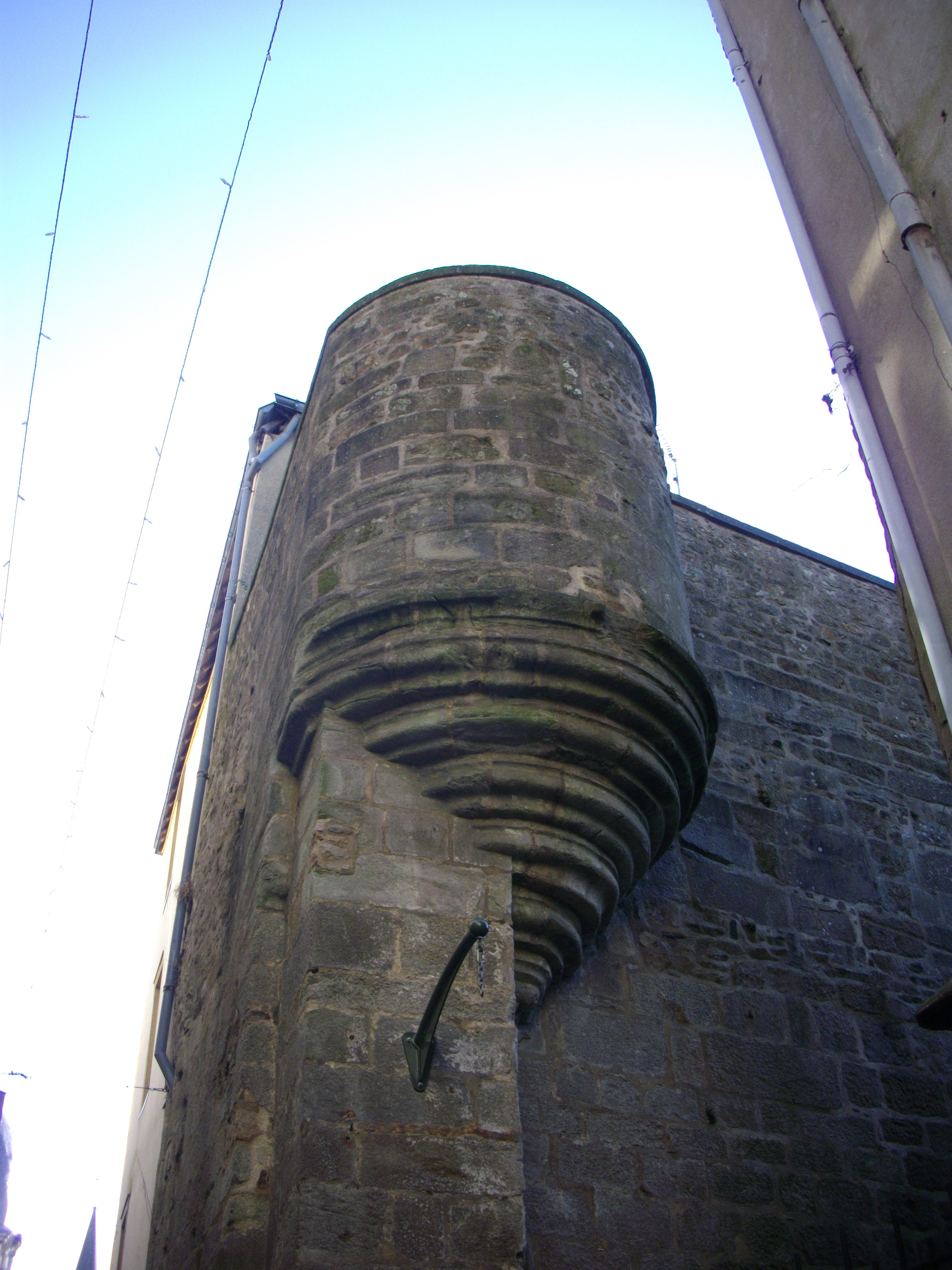
Échauguette du bastion Notre-Dame, visible rue Burgault.

#### Bastion Notre-Dame
Sous la Ligue, à la fin du XVIe siècle, un bastion est construit pour protéger la porte Notre-Dame, celui-ci sera reconstruit à la hâte entre 1616 et 1618 par l'architecte Jean Bugeau. Lors de l'ouverture de la rue Billault entre 1865 et 1866, le flanc nord du bastion est détruit. Le flanc sud, toujours visible, est doté de deux embrasures de tirs de grande taille. En 2014, la ville acquit le numéro 29 de la rue Emile Burgault puis le numéro 27 en 2019 afin de déconstruire les immeubles cachant une partie du bastion afin de le mettre en valeur et le rendre accessible au grand public.
La partie des remparts allant du bastion Notre-Dame à la rue Saint-Salomon et celle à laquelle est accolé le bastion, rue Émile-Burgault, font l'objet d'un classement au titre des monuments historiques depuis respectivement les 26 et 27 novembre 1956.

#### Porte Saint-Jean

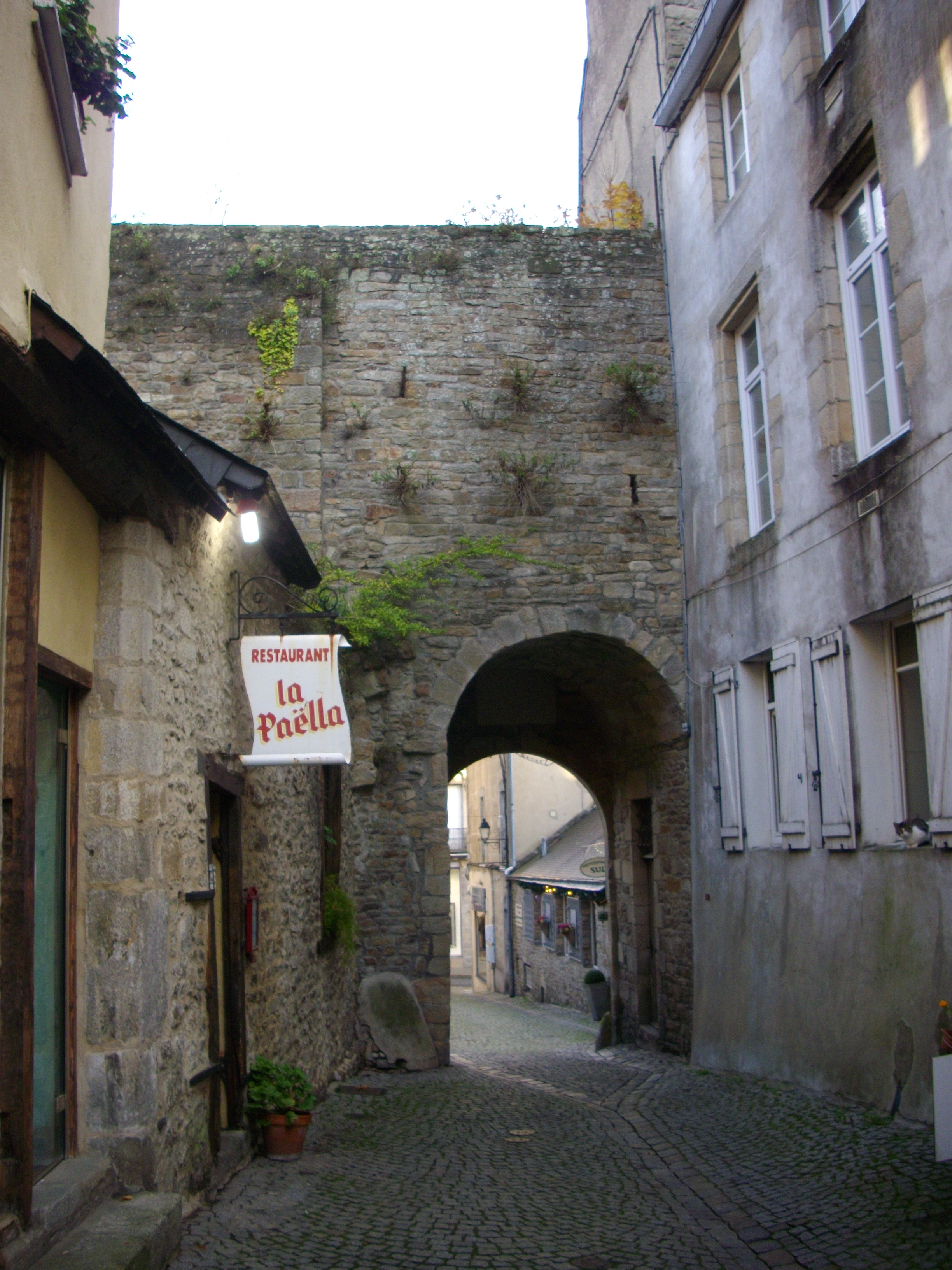
La porte Saint-Jean, vue de l'intramuros.

La porte Saint-Jean tient son nom de la chapelle du même nom, située à proximité de la cathédrale, détruite en 1856. Fermée avant 1358, elle est rouverte en 1688 par l'architecte vannetais François Cosnier. Elle reçut les noms de Porte du Mené, Porte du Bourreau (à cause de la proximité de la tour du Bourreau), Porte du Nord et Porte de l'Âne. Le haut de la porte est doté d'une plaque de pierre posée par les « Amis de Vannes » en 1911 ou 1912, selon une volonté ancienne des États de Bretagne de voir placer au-dessus de cette porte le blason de France, entouré des armoiries du duc de Chaulnes, gouverneur de Bretagne, de Lavardin de Beaumanoir, lieutenant général à Rennes, du comte de Lannion, gouverneur de Vannes, et enfin, celles de la ville de Vannes,.
La partie des remparts allant de la Porte-prison à la Porte Saint-Jean, ainsi que la porte Saint-Jean, font l'objet d'un classement au titre des monuments historiques depuis le 26 novembre 1956.

#### Tour du Bourreau

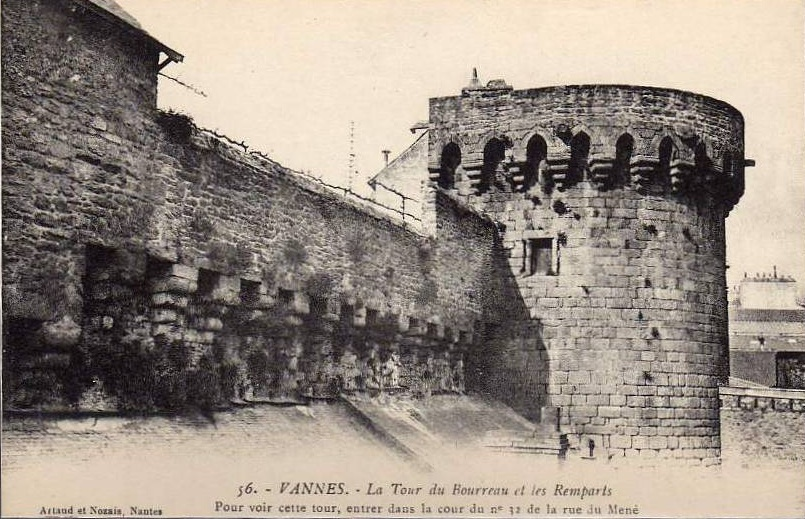
La tour du Bourreau vers 1900.

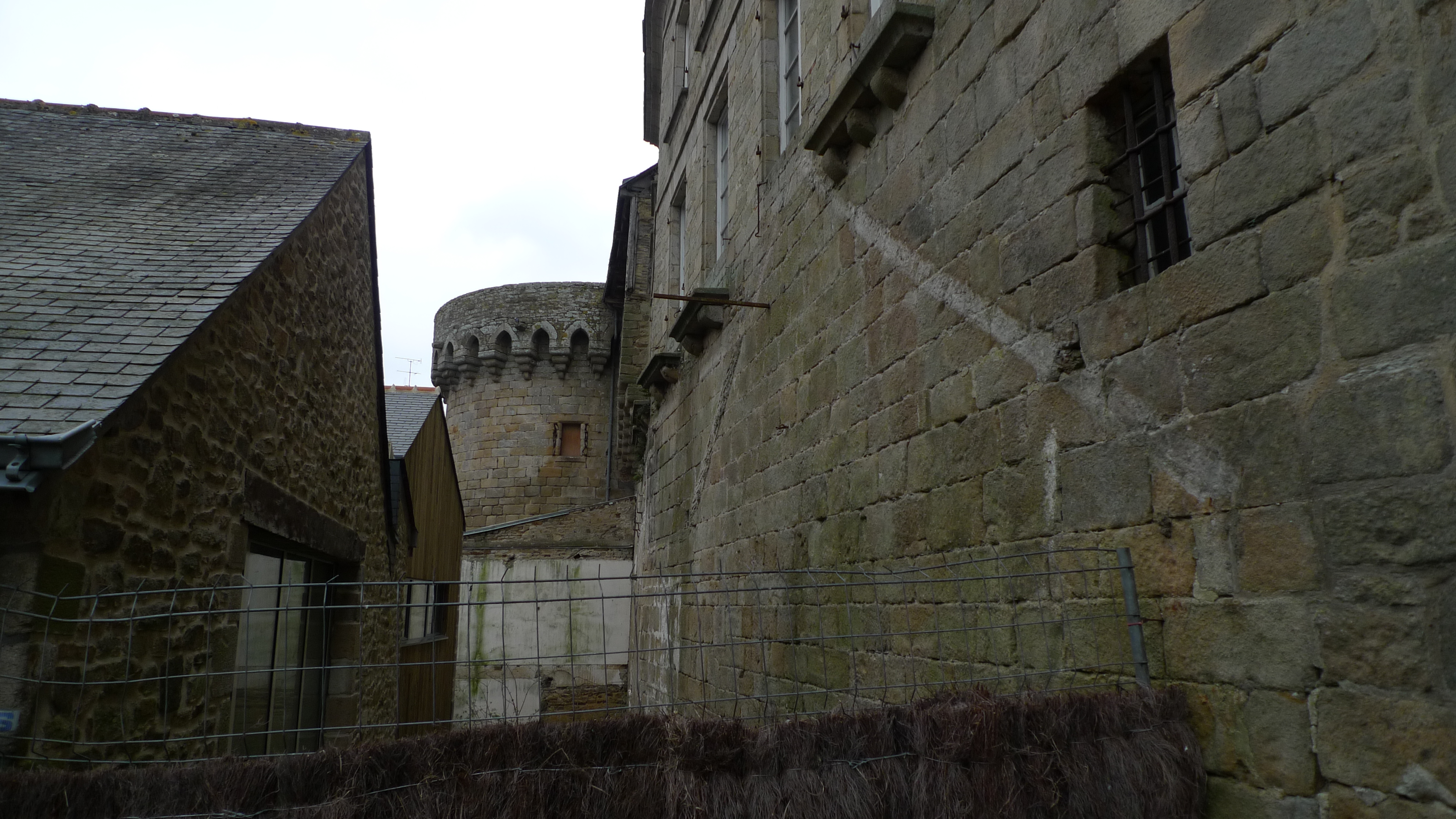
La tour du Bourreau en 2012 vue depuis la porte Saint Jean.

Cette tour dotée de mâchicoulis bretons à arcs sur consoles, anciennement appelée tour des Filles car servant de prison aux femmes, est aménagée après la construction de la seconde enceinte. Basée sur des fondations datant du XIVe siècle, la tour est achevée au milieu du XVe siècle. Le nom de tour du Bourreau provient de sa fonction de logement pour l'exécuteur assermenté de la ville.
La tour du Bourreau ou tour des Filles et portion des anciens remparts lui faisant suite vers l'est fait l'objet d'un classement au titre des monuments historiques depuis le 29 juillet 1927.

#### Tour et porte Prison

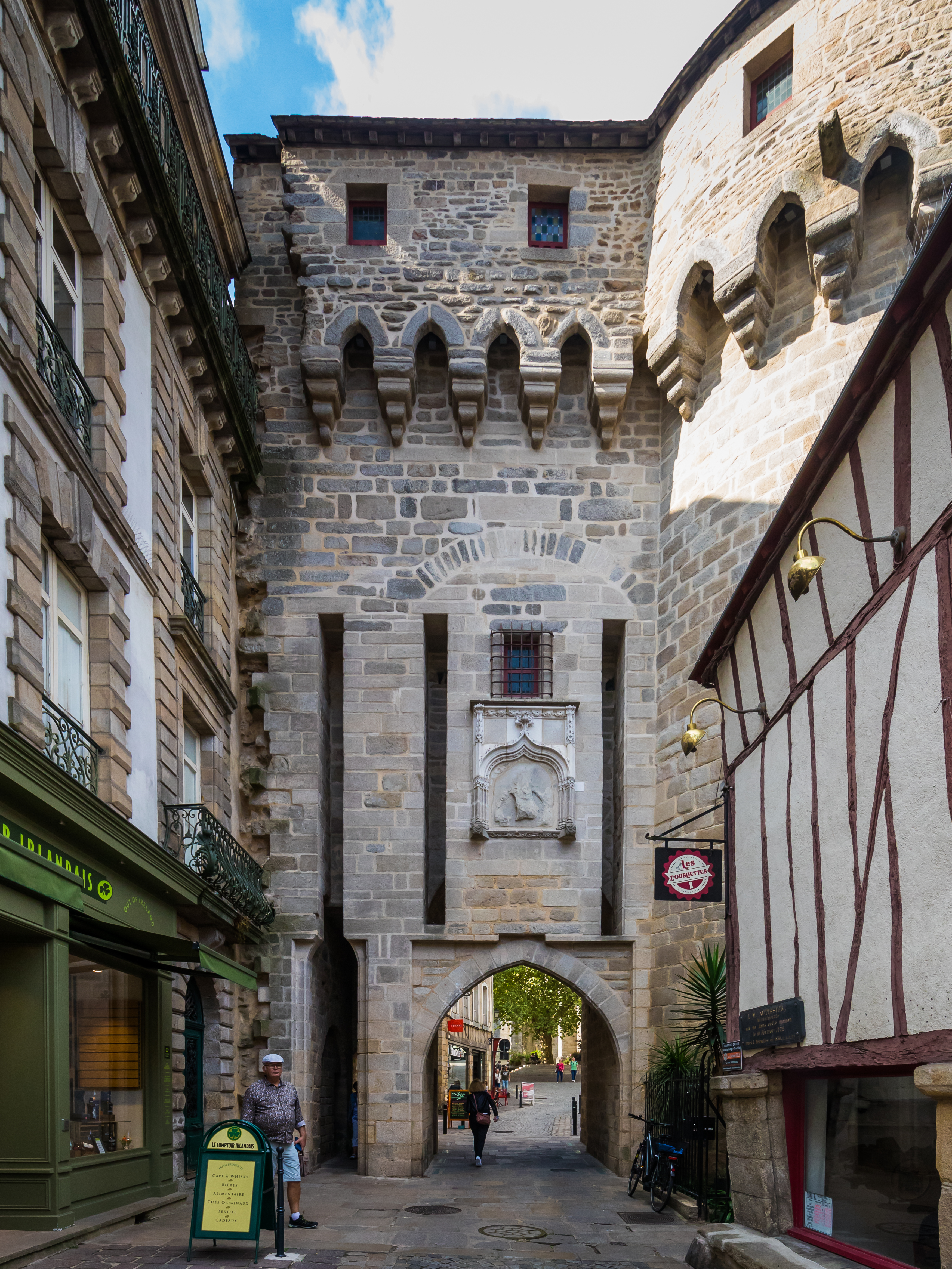
La porte Prison en 2007

La porte, « édifiée en granite appareillé, présente une tour ronde flanquée d'un corps de bâtiment de plan rectangulaire. Elle est caractérisée par une porte charretière sous arc brisé et un passage piéton, dévié en chicane ».
Porte fortifiée au nord-est des remparts de la ville, la porte Prison est l'un des plus anciens accès à la ville close. Construite au XIIIe siècle sous le règne du duc Jean II, elle est dénommée porte Saint-Patern, du nom du quartier qu'elle dessert. Au cours de la seconde moitié du XIVe siècle, sous le duc Jean IV, la porte est dotée d'un pont-levis à bascule, d'une poterne pour le passage des piétons et d'un grand arc de décharge surbaissé. Son successeur Jean V poursuit les travaux qui consistent en la réfection des parties hautes rehaussées de mâchicoulis bretons à arcs brisés sur consoles et la construction d'une barbacane puis de canonnières. La porte fortifiée est commandée par un système de double pont-levis, un pour la porte charretière et un pour le passage piéton. Au XVe siècle est inséré entre les rainures du pont-levis un écusson maintenant détérioré (martelé à la Révolution), probablement aux armes de Bretagne. Sous la Révolution, les suspects et les condamnés y sont enfermés : religieux et prêtres réfractaires, dont le bienheureux Pierre-René Rogue, ou royalistes, comme l'état-major des émigrés débarqués à Quiberon en 1795. La porte prend alors le nom de porte Prison. À la suite de la construction d'une nouvelle prison, la porte et les tours sont vendues à un particulier en 1825. La seconde moitié du XIXe siècle voit l'aliénation de l'édifice à des propriétaires privés qui n'ont pas toujours les moyens de l'entretenir. La tour sud est démolie en 1886 (exception faite d'une partie de son rez-de-chaussée et du parement extérieur de son niveau inférieur) pour faire place à un immeuble de rapport.
La porte Prison et la tour y attenant, menacés de destruction, sont à l'origine de la fondation des Amis de Vannes qui les font classer au titre des monuments historiques le 2 mai 1912 et incitent la ville à les acheter le 25 juin 1912). Le soubassement de la tour gauche qui flanque la porte Prison est classé depuis le 24 mars 1936, cette partie étant acquise par la ville le 30 novembre 1936. Elle fait depuis l'objet de plusieurs campagnes de restaurations. Entre septembre 2010 et début 2012, des travaux comportant  « la restauration des maçonneries extérieures, des parements intérieurs, des menuiseries, des sculptures au-dessus de la porte charretière ainsi que la reprise ponctuelle des ouvertures et la réfection de l’étanchéité sur les courtines et les vestiges de la tour sud », sont exécutés,.

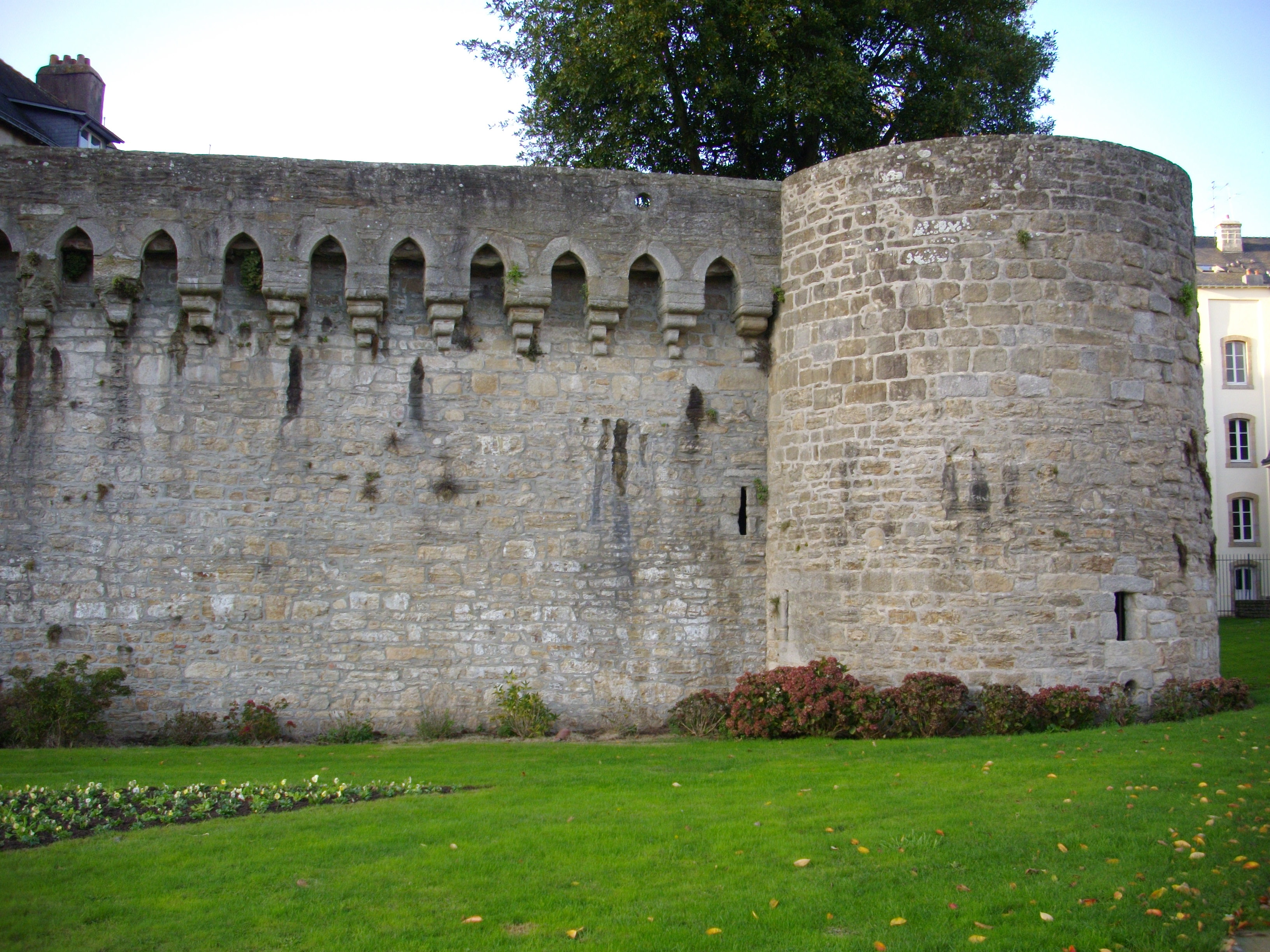
La tour Joliette.

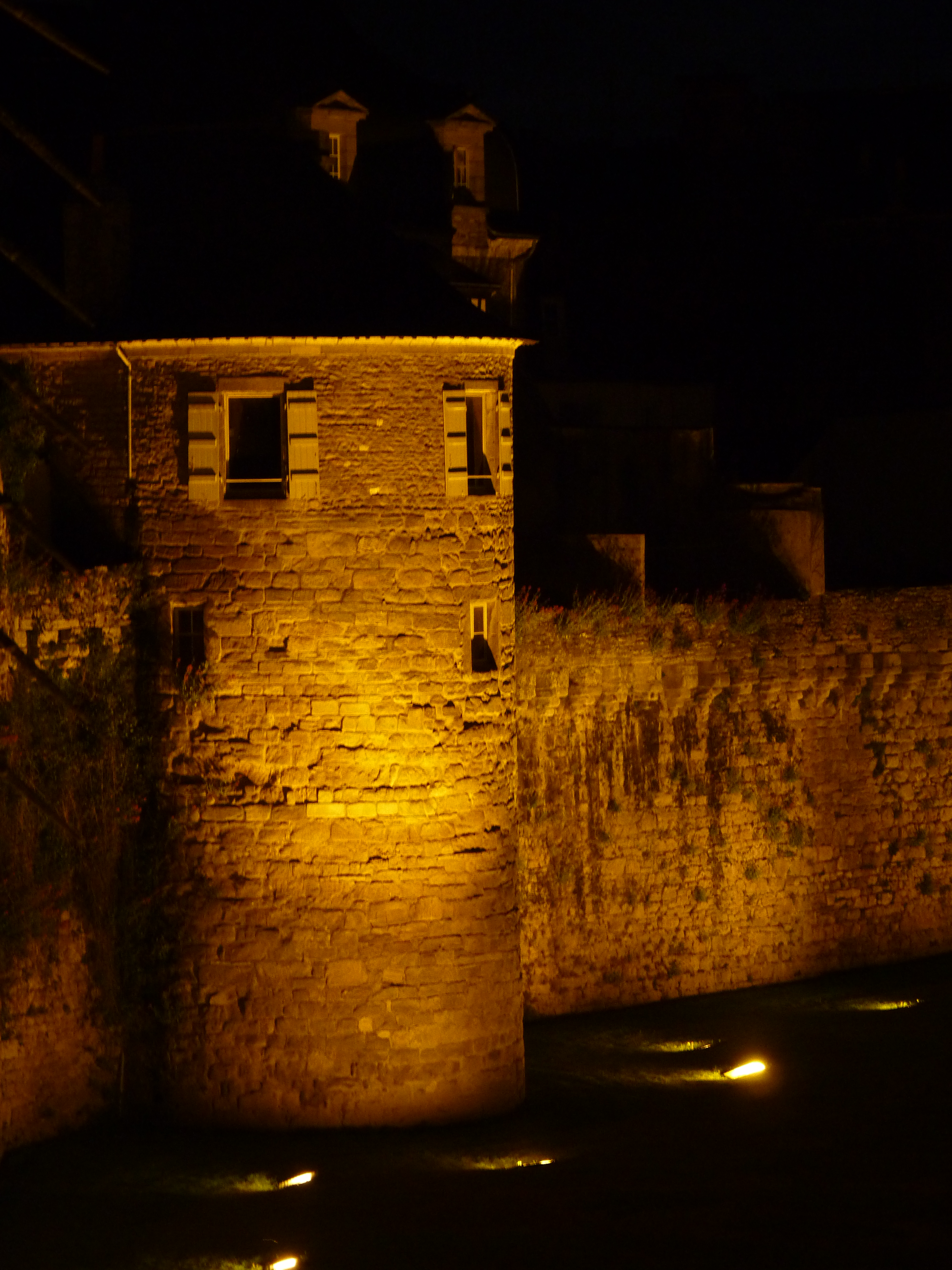
La tour Poudrière prise de nuit.

#### Tour Joliette
La tour Joliette est réaménagée dans la seconde moitié du XVe siècle à la place d'une ancienne tour édifiée à la fin du XIIe siècle. Une partie de la courtine nord qui lui est attenante repose sur la muraille gallo-romaine d'origine. Des embrasures sont aménagées dans la tour pour permettre l'installation de pièces d'artillerie : deux archères-canonnières au niveau inférieur desservi par un long escalier droit.
La partie des remparts, dont la tour Joliette, fait l'objet d'un classement au titre des monuments historiques depuis le 16 mai 1928.

#### Tour Poudrière
Tout comme la tour Joliette, la tour Poudrière est réaménagée dans la seconde moitié du XVe siècle sur les bases d'une ancienne tour du XIIe siècle. Cette tour dotée de casemates d'artillerie (deux canonnières desservies par un escalier droit et un retour) sert à la fin du Moyen Âge de réserve de poudre, ce qui lui vaut son nom de Poudrière. Une partie de courtine entre les tours Joliette et Poudrière est la seule section à être en permanence accessible au public, l'entrée s'effectuant rue des Vierges.
La tour Poudrière et parties attenantes des remparts fait l'objet d'un classement au titre des monuments historiques depuis le 26 novembre 1956.

### Seconde enceinte

#### Tour du Connétable

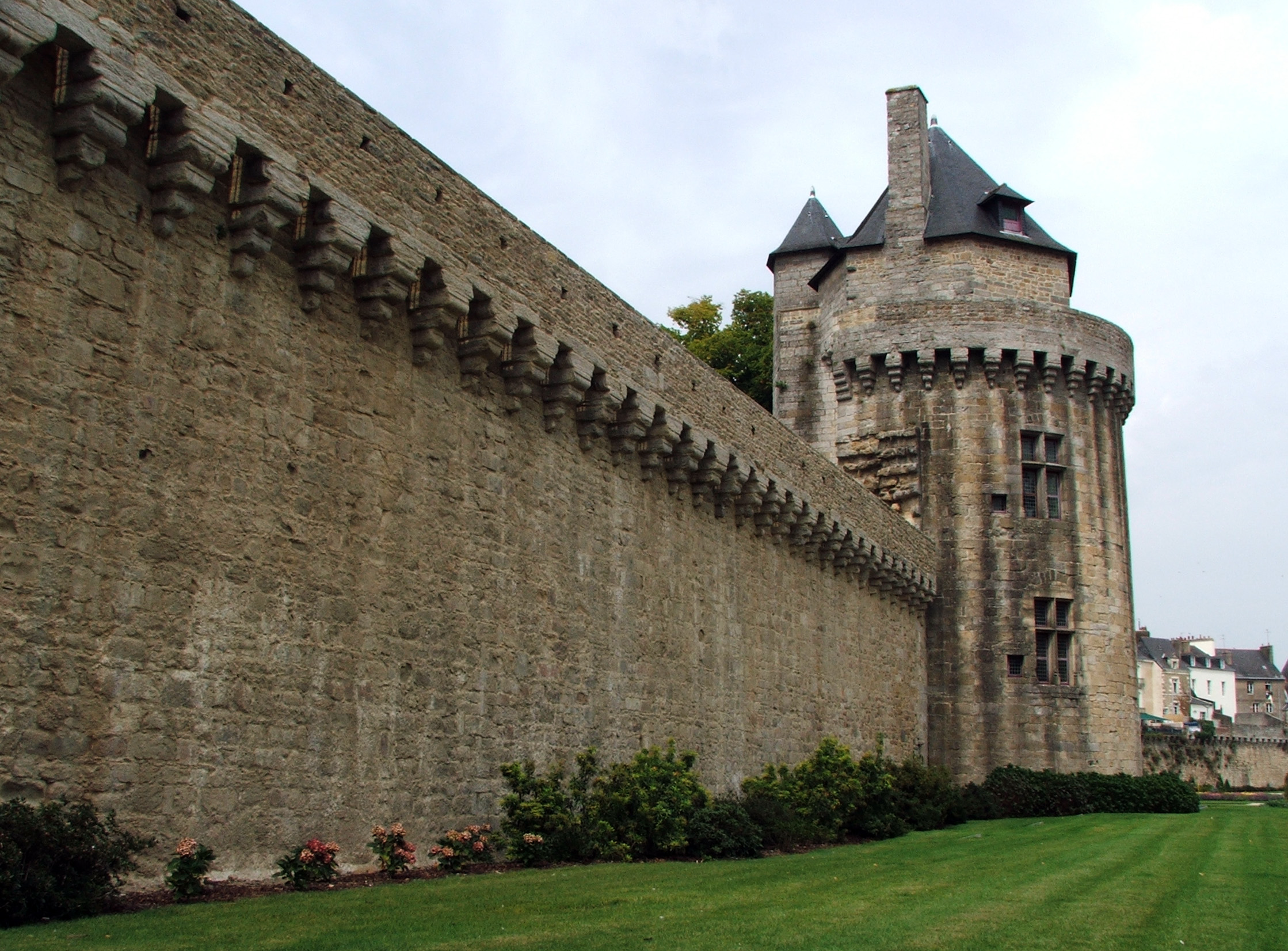
La tour du Connétable vue du sud.

Cette grande tour se situe sur le flanc des remparts de la ville face au plateau de la Garenne. La tour du Connétable est érigée au milieu du XVe siècle, époque des travaux d'agrandissement de la partie intra-muros de Vannes. Située non loin du château de l'Hermine, cette tour a peut-être fait partie de ses défenses. Bien que la tour dispose de casemates d'artillerie dans la salle basse, sa fonction principale est celle de résidence du connétable, le chef des armées du duc. Le nom de tour du Connétable provient donc de sa fonction de demeure pour le connétable de la ville ou bien parce qu'elle hébergea Arthur III de Bretagne, connétable de Richemont.
La tour d'une hauteur de 20 m est bâtie sur cinq niveaux et est flanquée de deux escaliers. Les deux pièces principales sont éclairées par de grandes ouvertures, dont deux fenêtres à meneaux de pierre qui donnent sur le sud. La toiture pointue est dominée par une cheminée. La tour fut vraisemblablement liée à un projet de logis qui ne fut jamais réalisé, des maçonneries d'attente sont présentes côté intra-muros vers la place des Lices. Un timbre postal représentant les remparts illuminés et la tour du Connétable a été émis le 26 mars 1962 avec une oblitération Premier jour le 24 dans la ville.
La tour du Connétable et parties de remparts attenantes font l'objet d'un classement au titre des monuments historiques depuis le 28 mai 1927.

L'échauguette de l'éperon de la Garenne.

#### Éperon de la Garenne
Vannes décide de renforcer son enceinte une ultime fois en 1625 par la construction d'un bastion entre la tour du Connétable et les ruines du château de l'Hermine. Un projet est proposé par Jacques Corbineau, architecte lavallois, mais c'est l'architecte Antoine Augereau qui termine l'ouvrage entre 1626 et 1628. L'éperon de la Garenne se situe juste au nord de la porte Poterne. En forme d'as de pique, il possède une vaste casemate qui s'ouvre vers le nord. Deux embrasures de tir permettaient à l'artillerie de prendre en enfilade toute la courtine de la tour du Connétable. On retrouve à ses pieds les vieux lavoirs ainsi que quelques maisons en pierre.
L'éperon de la Garenne fait l'objet d'une inscription au titre des monuments historiques depuis le 10 décembre 1925.

#### Porte Poterne

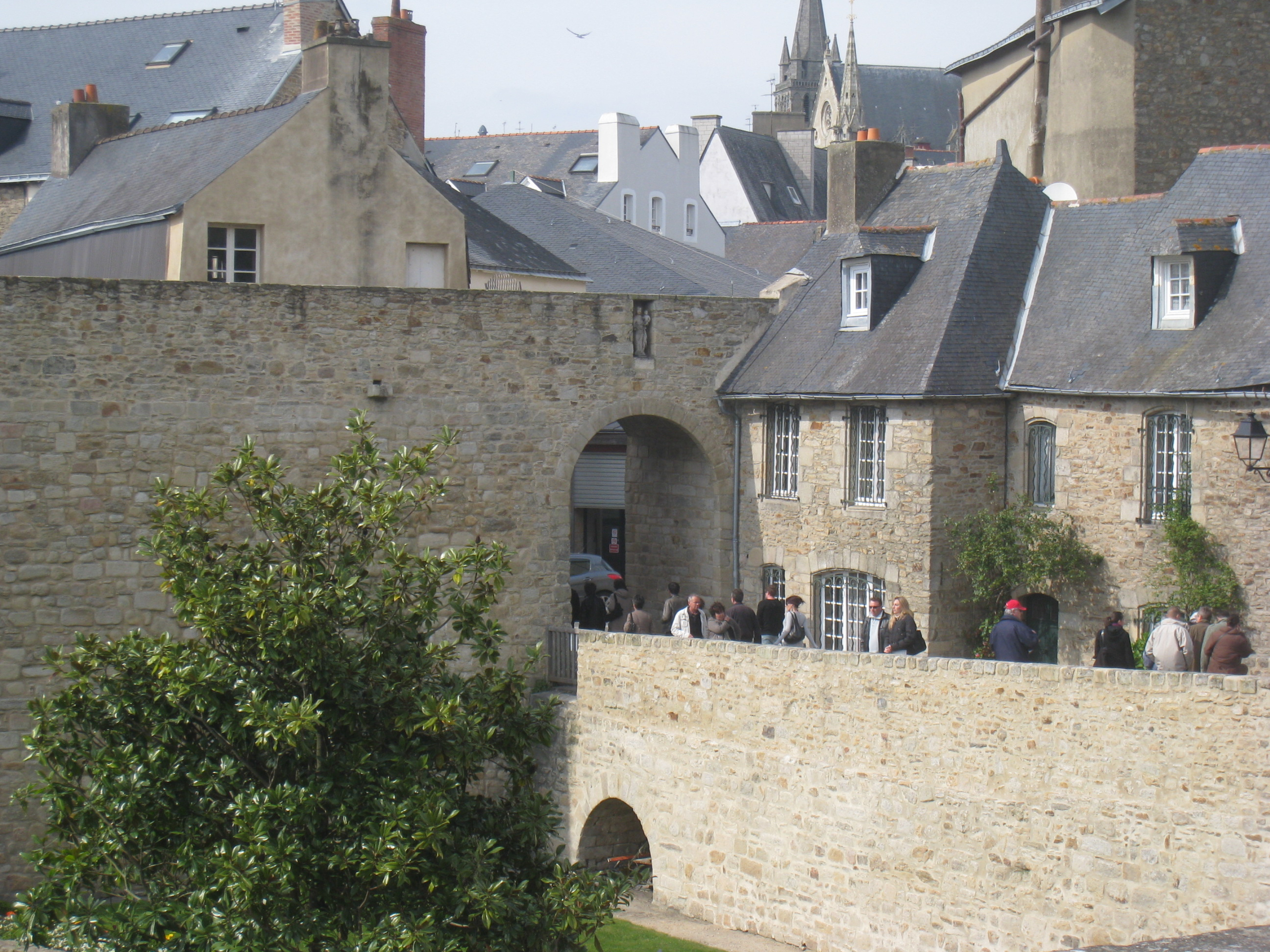
La porte Poterne et son pont.

C'est par un petit pont de pierre qui sert d'écluse à la rivière de Vannes, la Marle, qu'il est possible d'accéder à cette porte fortifiée. Celle-ci est ouverte entre 1678 et 1680 par Cosnier, à l'époque de l'embellissement de la ville. Au XVIIIe siècle, son arcade fut brisée afin d'élargir le passage. Une petite niche est placée au-dessus de la porte et accueille la copie d'une statue de bois polychrome du XVIIe siècle représentant la Vierge. L'original est déposé au musée de la Cohue.
La porte Poterne, terrasse et portion des remparts, font l'objet d'un classement au titre des monuments historiques depuis le 28 juillet 1928.

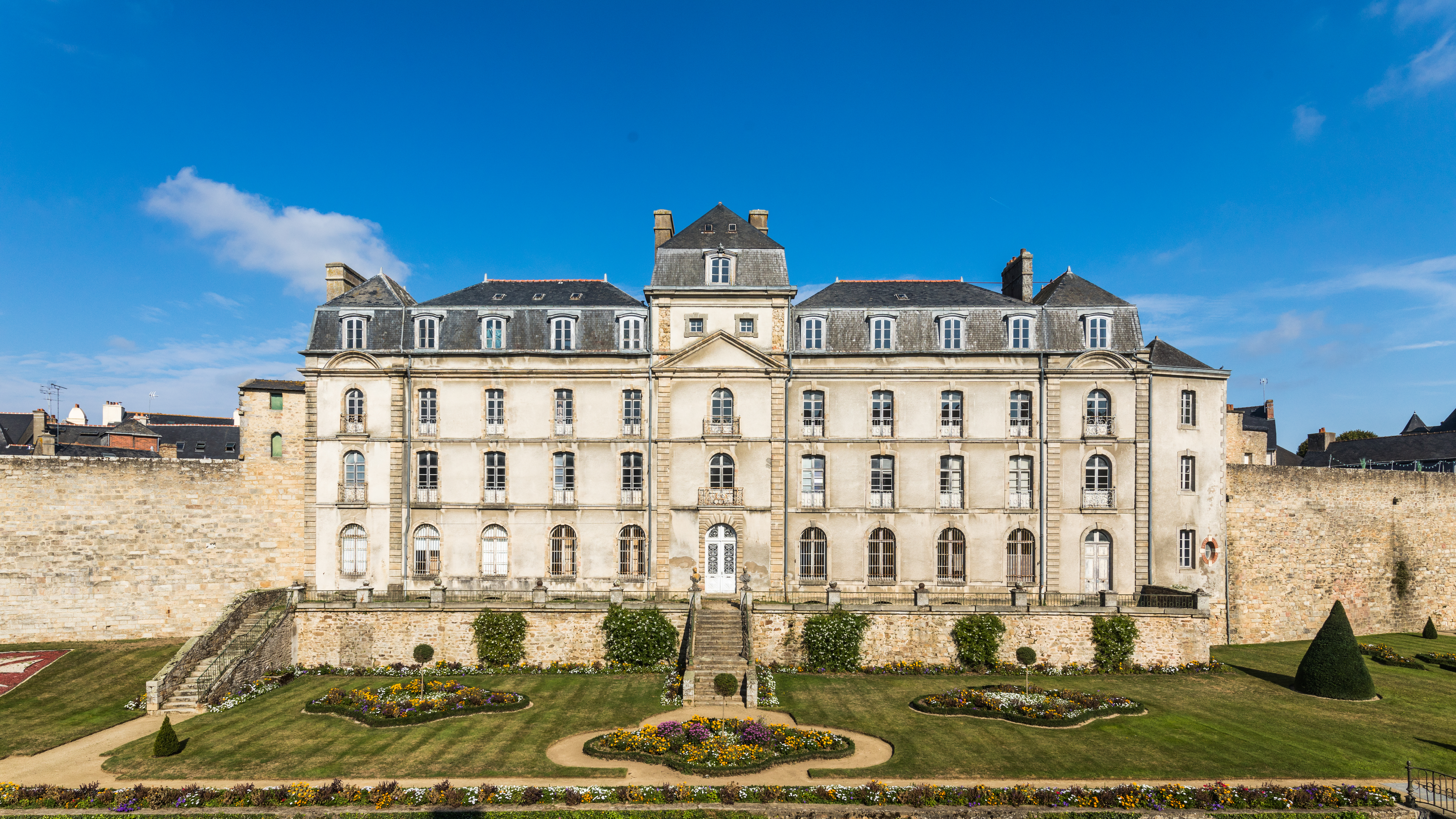
L'Hôtel Lagorce.

#### Hôtel Lagorce
L'hôtel Lagorce un des éléments des remparts ne faisant pas partie du système fortifié. Cet hôtel particulier intégré entre deux courtines est construit sur les ruines de l'ancienne forteresse du duc Jean IV de Bretagne. Progressivement abandonné, le château sert de carrière à partir du XVIIIe siècle. Ses soubassements sont afféagés en 1785 à Julien Lagorce, un traiteur vannetais qui construit un hôtel particulier en lieu et place de l'ancienne demeure ducale. Lagorce, ruiné, revend l'hôtel en 1802 à M. Castellot, un négociant lorientais. L'hôtel Lagorce, devenu Castellot puis Jollivet-Castellot est à nouveau cédé à un entrepreneur vannetais qui, après l'avoir restauré et surélevé en 1854, le cède en 1874 à l'État pour accueillir l'État Major de l'école d'artillerie. L‘aile Est de l'hôtel subit des travaux afin d'être réaménagé en salles de cours. Les murs de refend sont supprimés et des poutrelles métalliques sont posées afin de renforcer la structure de l'édifice. En 1960, l'hôtel devient le siège de l'administration du Trésor public jusqu'en 1974, date à laquelle la ville de Vannes en fait l'acquisition pour y installer l'école de droit du Morbihan. Depuis 2003, il est le siège de l'Institut culturel de Bretagne et abrite les locaux de plusieurs associations. Jusqu'en 2010, elle a également abrité la bibliothèque de la Société polymathique du Morbihan. En 2006, les salles du rez-de-chaussée ont été entièrement modernisées pour accueillir des expositions. Le souvenir de l'ancienne forteresse des ducs étant encore bien ancrée dans les mémoires, l'hôtel Lagorce est aujourd'hui plus connu sous le nom du château de l'Hermine.

#### Porte et tour Calmont

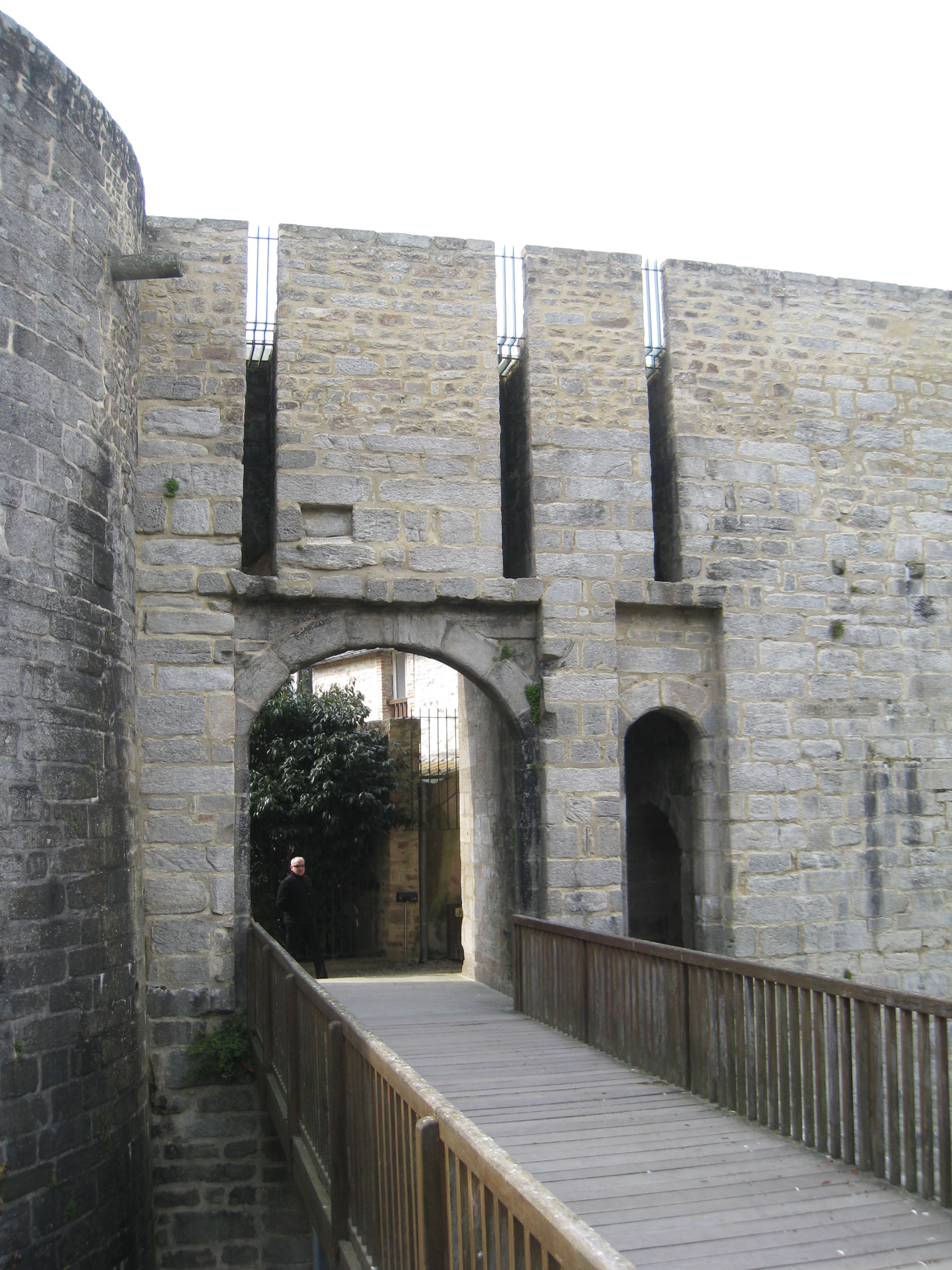
Porte Calmont, ses deux passages et le pont en bois en 2010

Cette porte fortifiée et la tour à demi rasée qui la flanque datent des XIVe et XVe siècles. Elle doit son nom au fait que cette porte permet le passage entre la ville close et le quartier de Calmont situé au sud-est du centre-ville. Le double passage (passage charretier et piéton) était commandé par des pont-levis à flèches et protégé par des mâchicoulis, aujourd'hui disparus. Le troisième niveau de la tour fut rasé et présentait les mêmes caractéristiques que la tour trompette : la salle haute située sous une toiture pointue était cernée par un chemin de ronde couvert reposant sur des consoles de mâchicoulis. À droite de la porte, en haut de la courtine, on peut remarquer la présence de corbelets qui soutenaient un corps de garde construit en encorbellement au-dessus des douves.

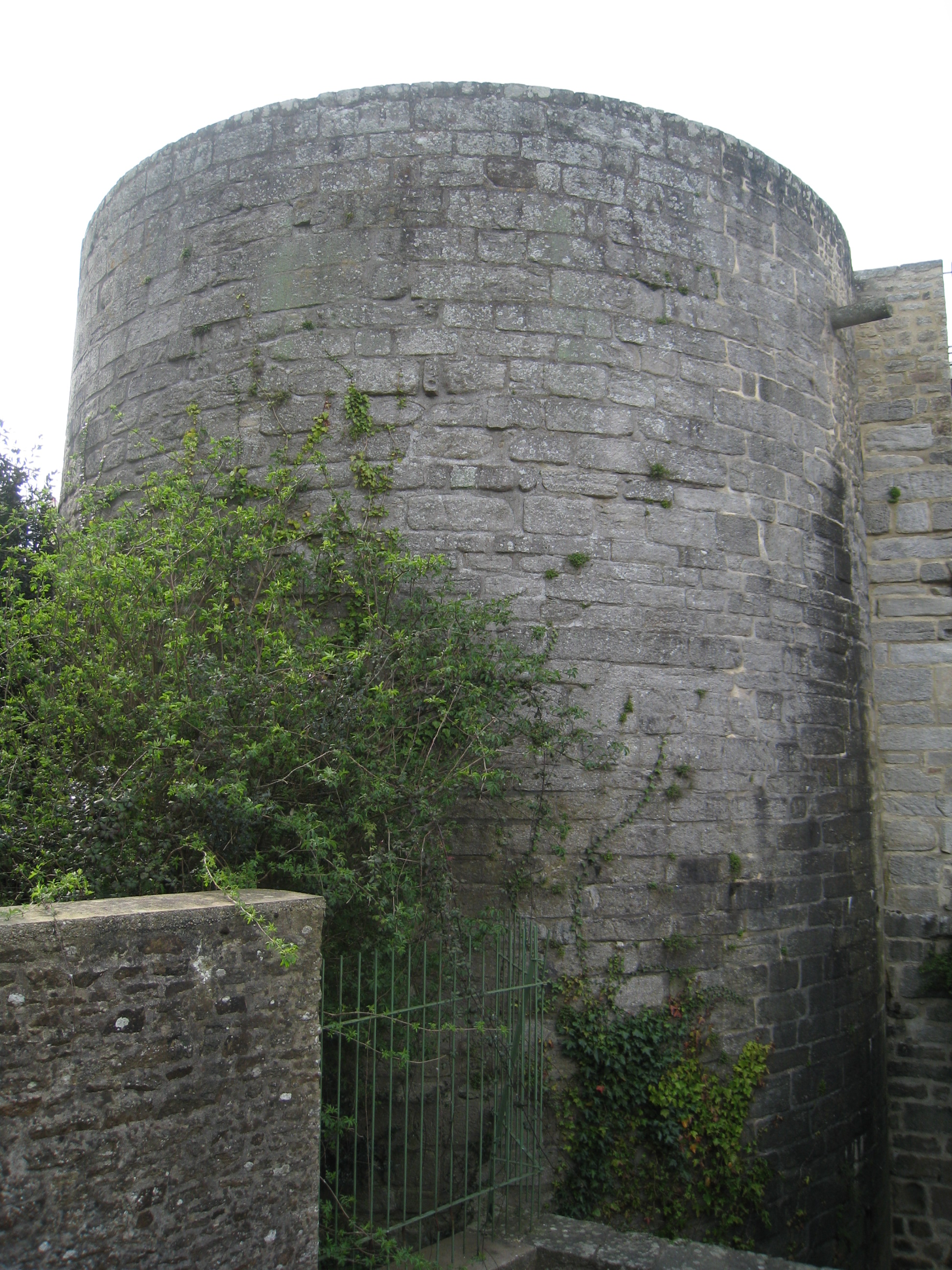
Tour Calmont

 Sous la porte charretière, on remarque la présence d'un renfoncement dans lequel se trouvait une porte dérobée. Les hypothèses font de cette ouverture soit un accès qui permettait la fuite, soit un embarcadère pour des petites embarcations. Au pied de la tour, se trouve l'entrée du canal souterrain de la Marle qui passe sous la place Gambetta jusqu'au port.
Après l'ouverture de la porte Saint-Vincent, dont la construction s'achève en 1624, la porte Calmont est fermée. En 1681, une construction est aménagée en face de la porte afin de supporter une écluse qui contrôle le débit de la Marle vers le port. Au XVIIIe siècle, une famille vannetaise fait de la courtine nord une petite promenade menant à un pavillon qui se situe contre l'Hôtel Lagorce. Lors de la restauration de la porte en 1992, l'architecte en chef des monuments historiques autorise l'installation d'un pont dormant en bois soutenu par une structure en métal afin de rétablir le passage entre l'intra-muros et une petite place ombragée avec vue sur l'Hôtel Lagorce et les jardins des remparts. En 2008, le parement extérieur de la courtine entre la tour Calmont et l'Hôtel Lagorce a été restaurée. En 2010 - 2011 des travaux d'étanchéité du sol de la courtine sont exécutés. En 2018, le mauvais état de la passerelle en bois débouchant sur le square Bertrand-Frélaut entraîne la fermeture provisoire de la Porte-Calmont. Des travaux consistant à la réfection complète de la passerelle sont effectués au début de l'année 2019. Les garde-corps auparavant en bois sont remplacés par du fer forgé. En parallèle de la remise en l'état de la passerelle, de nouveaux travaux de restauration sont mis en œuvre dont le rejointoiement du soubassement du parapet de la porte ainsi que le pavement de la venelle de la tour Trompette et l'effacement d'une marche située sous la porte afin de rendre le passage entre le square Bertrand-Frélaut et la rue Saint-Vincent accessible aux personnes à mobilité réduite.
La porte Calmont fait l'objet d'un classement au titre des monuments historiques depuis le 29 juillet 1927.

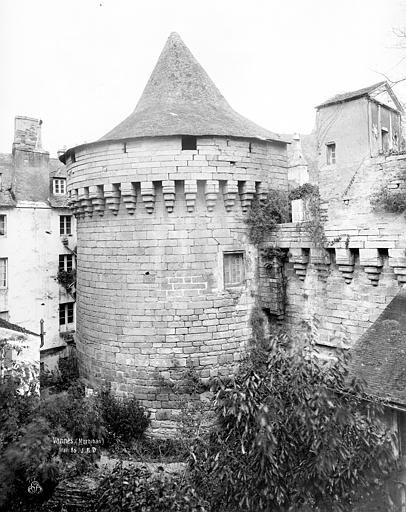
La tour Trompette en 1885.

#### Tour Trompette
Cette tour a été nommée d'après le héraut, trompette de la ville, à qui elle servait de logis. Il semble qu'elle date du XIVe siècle pour sa base et de la seconde moitié du XVe siècle pour les étages. « La rangée de consoles formant mâchicoulis supporte le parapet crénelé sur lequel s'appuie la couverture du chemin de ronde ».
Elle est incendiée par les Espagnols en 1597, une troupe de 3 000 hommes envoyés par leur roi pour aider Philippe-Emmanuel de Lorraine, duc de Mercœur et gouverneur de Bretagne, pendant l'épisode de la Ligue catholique. Cet épisode lui a valu le surnom de tour Brûlée.
La tour Trompette fait l'objet d'une inscription au titre des monuments historiques depuis le 23 mai 1927.

#### Porte Saint-Vincent

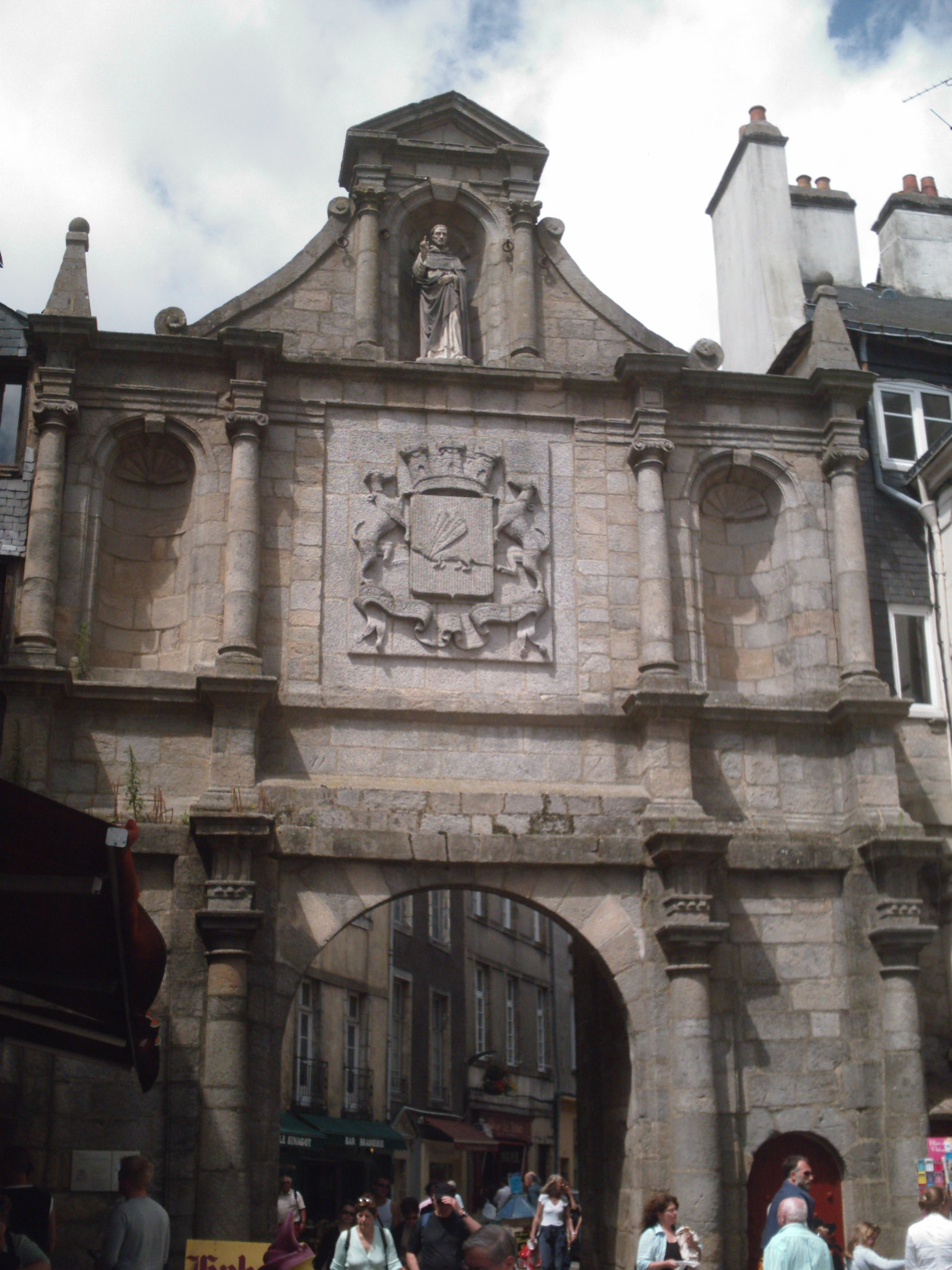
La Porte Saint-Vincent.

À la fin du XVIe siècle, une ouverture est percée au sud des remparts pour la communication avec le port : la porte de Kaër-Calmont. Entre 1620 et 1624, Jean Bugeau a la charge du chantier du pont et de la porte de Kaër-Calmont (ou Ker-Calmont). Les travaux achevés, la porte est alors renommée porte Saint-Vincent en hommage au prédicateur Saint Vincent Ferrier, mort à Vannes en 1419. La porte remplace des fortifications des XIVe et XVIe siècles dont un bastion subsiste derrière la partie gauche de la place : le bastion de Gréguennic. C'est un édifice classique à colonnes et niches en plein cintre.
Les marées successives du golfe endommagent la base de la porte et sa structure présente de graves détériorations au début du XVIIIe siècle. La porte est donc réparée une première fois en 1727. Un projet de reconstruction de la porte est engagé en 1738 mais les travaux de l'architecte Jannesson ne sont pas exécutés. La porte est entièrement reprise en 1747 par l'ingénieur Duchemin. Celui-ci conserve la façade conçue par Bugeau mais supprime la toiture et la chambre haute.
Dans la niche centrale, une statue datant de 1891 de Saint Vincent Ferrier rappelle l'importance de ce prédicateur dans l'histoire de Vannes. Les armes de la ville sont sculptées dans le granit à la même date. La statue originale du saint posée en 1624, réalisée à Nantes par le peintre vannetais Guillaume Lemarchand et remplacée lors de la Révolution par celle d'un sans-culotte, a disparu. Une légende veut que lorsque la main de la statue du saint s'abaissera, la cité sera engloutie par les eaux.
La porte Saint-Vincent est une « porte en pierre de taille de granite architecturée à trois travées encadrées de colonnes et trois niveaux. Au niveau inférieur, la porte charretière est encadrée par deux travées étroites, l'une aveugle, l'autre ouverte d'une porte piétonne. Deux niches s'ouvrent au second niveau dans les travées latérales, encadrant les armes de la ville. Le troisième niveau est constitué d'une niche médiane encadrée de volutes. ».
Fin 2014, des travaux d'entretien et de restauration extra et intra-muros de la porte sont effectuées ainsi qu'une remise en l'état de la statue de saint Vincent. 
La porte Saint-Vincent fait l'objet d'un classement au titre des monuments historiques depuis le 11 octobre 1928.

#### Porte et bastion de Gréguennic

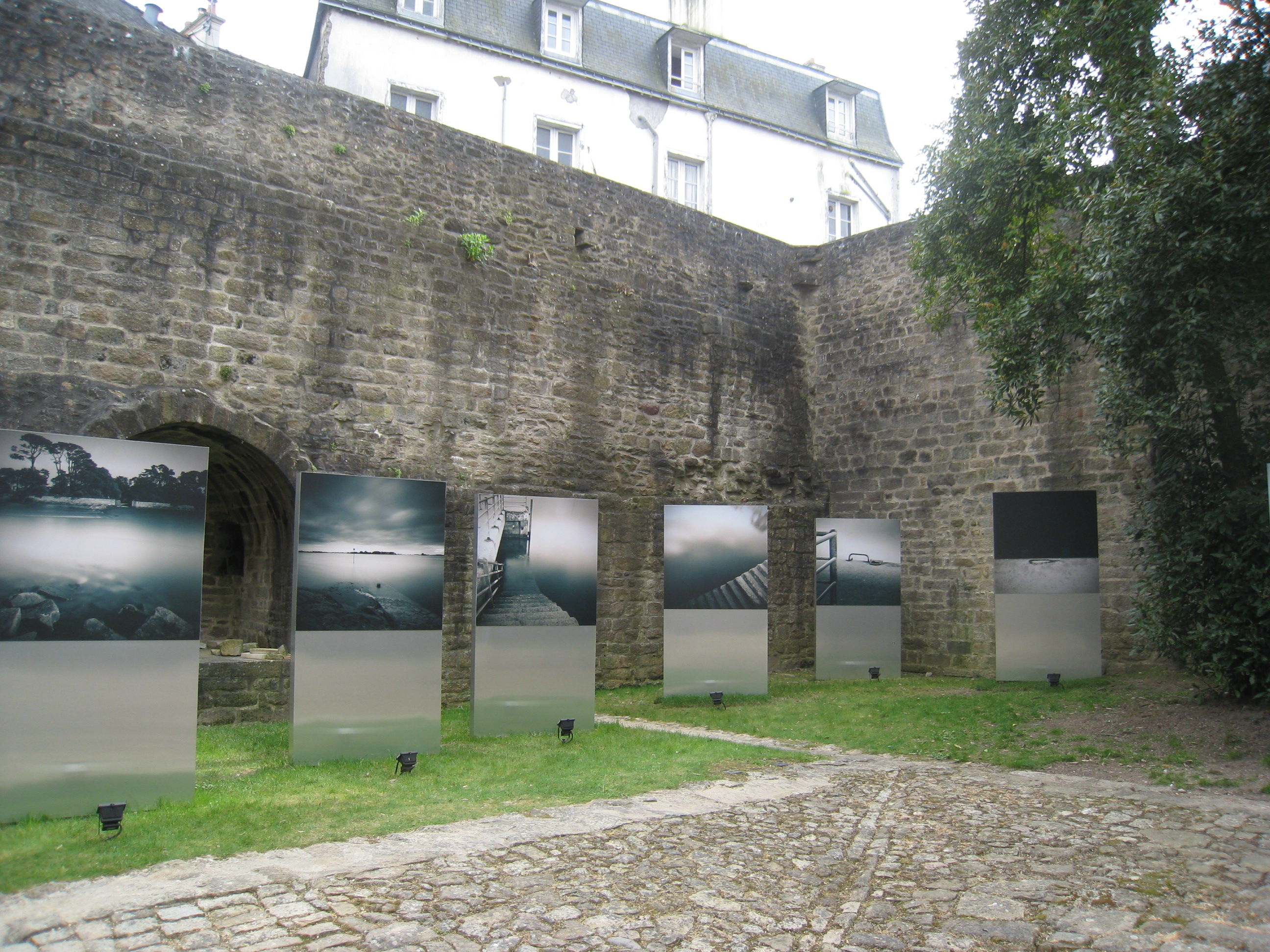
Intérieur du bastion de Gréguennic pendant l'exposition Photo de Mer 2010

Il est fait mention dans des textes des XIVe et XVe siècles d'une porte fortifiée qui date de l'époque de l'agrandissement de l'enceinte vers le sud, la porte de Gréguennic. La porte de Gréguennic est, avec celle de Calmont, une des deux portes ouvertes au sud à la suite de l'extension de l'enceinte. La porte donne accès au port et « consiste en deux tours saillant sur la muraille ». Seuls le rez-de-chaussée de la tour est et la courtine adjacente de la tour ouest sont dotés d'archères. À l'origine, la porte est protégée par une simple herse à contrepoids. Une barbacane, « desservie par un pont dormant côté ville et par un pont-levis à flèches côté mer », vient en renfort de la porte au début du XVe siècle. À la fin du XVIe siècle, l'enceinte est renforcée par l'adjonction de bastions tels que le bastion de Gréguennic dont la construction est impulsée sous la gouvernance du duc de Mercœur. La barbacane disparaît et bien que dans sa presque totalité toujours existante, la porte perd son rôle d'ouverture assurant le passage dans la ville close.

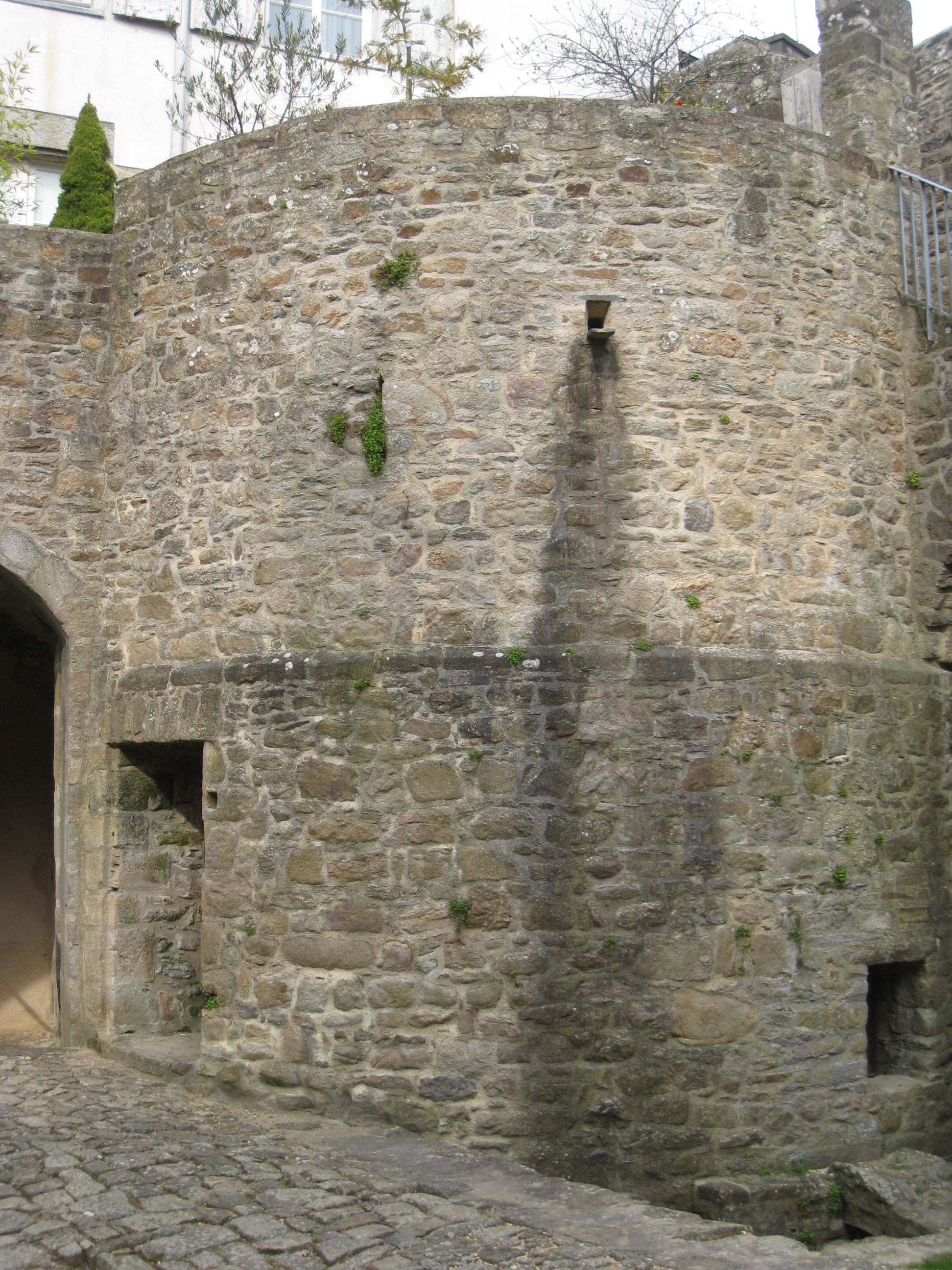
Tour est de la porte de Gréguennic

La rénovation du site dès 1992 a permis de dégager ce bastion à quatre pans achevé en 1593 et construit pour assurer la défense des douves et du port. Les anciennes tours et la porte de Gréguennic ont été en grande partie conservées. La tour dispose de deux embrasures de tir. Cinq casemates sont installées en batterie dans l'épaisseur du mur ouest, le long d'un étroit couloir. Chacune d'entre elles est percée d'une embrasure de tir, à l'exception de celle du centre qui en dispose de deux, et d'un trou d'évent permettant l'évacuation des fumées des canons. Seul le pan sud-ouest ne dispose pas d'embrasure de tir. Les canons placés sur le chemin de ronde venaient renforcer le plan de tir du rez-de-chaussée.
On accède au bastion par l'ancienne porte qui devait avoir une grande importance si l'on en croit ses multiples agrandissements, fermetures ou surélévations avant son remplacement par la porte Saint-Vincent au XVIIe siècle. Aujourd'hui le bastion est entièrement masqué par l'aménagement de la place Gambetta et de l'intra-muros. La mise en place d'un sol vitrifié dans le passage couvert entre la place de la Poissonnerie et le bastion permet d'observer des vestiges des anciennes constructions.
Le bastion de Gréguennic fait l'objet d'une inscription au titre des monuments historiques depuis le 7 mars 1958.

#### Bastion de Haute-Folie

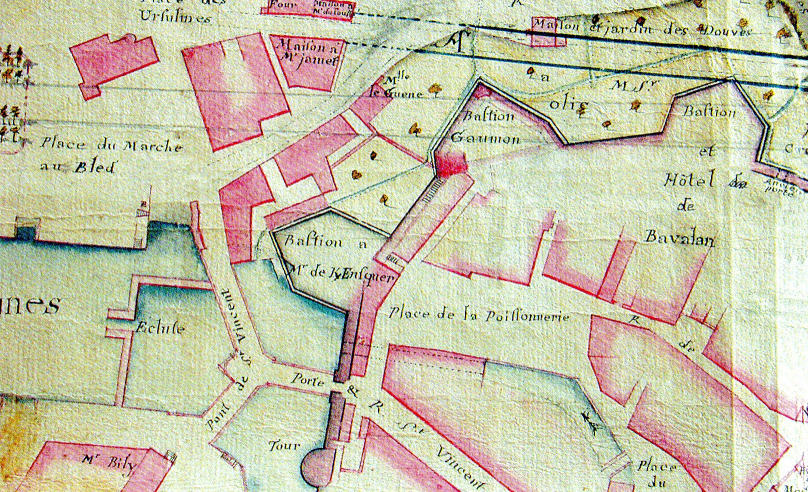
Plan d'alignements des bastions au sud-ouest des remparts - dessin du XVIII.

Bâti à l'époque troublée des guerres de Religion, le bastion de Haute-Folie est à l'origine composé de terre et de gazon et doté d'un pont-levis. Le bastion est achevé par André Bugeau en 1618 « suivant le principe de maçonnerie sur pilotis plantés dans la vase ». Au XVIIIe siècle, comme ses voisins, il prend le nom de son occupant et devient le bastion de Gaumont. Celui-ci est maintenant masqué par les habitations des rues Thiers et Carnot, à l'ouest, et de la place de la Poissonnerie à l'est.
Le bastion de la Haute-Folie fait l'objet d'une inscription au titre des monuments historiques depuis le 7 mars 1958.

#### Tour Saint-François

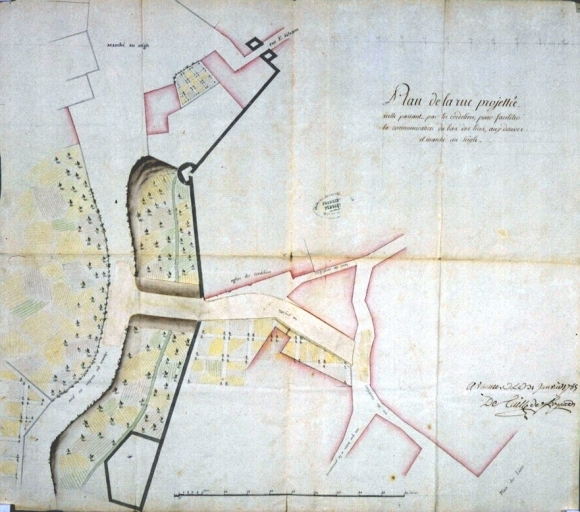
Plan de la rue projetée passant par le couvent des cordeliers

Cette tour est construite à la fin du XIVe siècle lors de l'extension de l'enceinte vers le sud. Elle tire son nom du couvent des franciscains (ou Cordeliers) dont l'acte de fondation par Jean Ier remonte à 1260. Seul couvent à s'être trouvé à l'intérieur des murs de la ville à cause de son implantation précoce au sud de la première enceinte, il bordait la partie Est des remparts dont la tour est un des éléments.
Le plan ci-contre représente le projet de percement d'une rue passant par le couvent des Cordeliers. Sur ce plan dessiné en 1785 par Detaille de Keroyand, ingénieur des ponts et chaussées, figure une partie des murailles ouest et des douves, le bastion de Brozillay, la tour Saint-François ainsi que la porte Saint-Salomon. La rue le Mintier de Lehélec ne sera percée qu'entre 1826 et 1827. Lors de l'alignement des douves du port entre 1870 et 1900, une partie de la tour Saint-François est détruite ainsi que la courtine jusqu'au bastion de Haute-Folie, il n'en reste plus que sa base.
La tour Saint-François (partie des remparts y attenant et partie des murs dits sarrazins) fait l'objet d'une inscription au titre des monuments historiques depuis le 7 mars 1958.

## Éléments disparus

### Première enceinte

#### Portes et tours
| Éléments se trouvant sur le tracé de la première enceinte |                     | |  |
| Élément                                                   | Emplacement         | Notes |  |
| Porte Saint-Salomon                                       | Rue Saint-Salomon   | Cette porte était située à l'intersection ouest de la première et de la seconde enceinte et tire son nom du faubourg et de l'église qu'elle desservait. En son sommet, se trouvait une guérite ou une sentinelle. En 1791, elle s'effondra et ne fut pas reconstruite. |  |
| Porte Mariolle                                            | Rue Noë             | Cette porte était située sur la rue Noë. Son nom provient de l'habitant qui habitait au XVe siècle sur son arcade. La porte disparut après la construction de la seconde enceinte et il n'en reste aujourd'hui aucune trace.                                           |  |
| Tour Bertranne                                            | Muraille nord-ouest | Située au nord-est de l'enceinte, la tour Bertranne devait probablement servir à la protection de la porte Notre-Dame. Elle disparut vers 1657. |  |

| Éléments présumés se trouver sur le tracé de la première enceinte |                          | |
| Élément                                                           | Emplacement approximatif | Notes |
| Tour 1                                                            | Muraille nord            | Courtine entre la porte Notre Dame et la porte Saint-Jean, tour accolée à l'enclos du château de la Motte.                                                                                            |
| Tour 2                                                            | Pointe sud,              | |
| Porte 1                                                           | Pointe sud,              | À un emplacement approximatif qui correspond d'une part à la rue des Halles derrière la Cohue et d'autre part « à la rue par où les cherrètes soleint aller de la porte Saint-Pater au port » (1375). |
| Tour 3                                                            | Pointe sud-ouest,        | |
| Tour 4                                                            | Rue Noë - sud            | Probablement pour servir à la protection de la porte Mariolle. |
| Tour 5                                                            | Rue Saint-Salomon- sud   | Probablement pour servir à la protection de la porte Saint-Salomon. |
| Tour du Lien                                                      | Place des Lices          | Tour située en lieu et place de la maison Credey, place des Lices. Cette tour aurait été conservée en partie comme cage d'escalier et l'aurait été également dans le four ducal.                      |
| Porte 3 (Hubiou ?)                                                | Inconnu.                 | Porte qui devait probablement permettre la communication entre des maisons, situées hors des murs, et l'intra-muros. En 1387, le Rentier du Chapitre cite une porte Hubiou, à un emplacement inconnu. |

#### Porte et tour Notre-Dame
Placée près du château de la Motte, aujourd'hui disparu, la porte est une des fortifications du premier siège des comtes de Vannes. Une statue de Notre-Dame était située en haut de cette porte et un petit toit ou ballet surmontait le tout, d'où son premier nom de porte du Bali. Cette ancienne porte est réaménagée au cours du XVe siècle et dotée d'une tour. La construction du bastion de Notre-Dame à la fin du XVIe siècle a pour conséquences le percement d'une nouvelle porte à l'ouest de la plus ancienne et l'absorption de la tour la plus proche par ce bastion. Jusqu'à sa destruction en 1784, la nouvelle porte est également nommée porte Neuve. La porte se trouvait alors à l'ouest de l'actuelle rue Émile Burgault en face de l'hôtel de ville.
Il reste de cette porte une échauguette située en surplomb de la rue Émile Burgault.

#### Château de la Motte

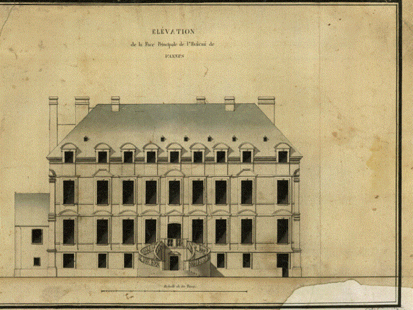
Plan du manoir épiscopal de la Motte au XVIII.

Plus ancienne résidence du pouvoir connue dans la cité, le château de la Motte était adossé à la tour Notre-Dame au nord de l'enceinte sur la partie la plus haute de la ville. Ce château fut construit vers le Ve ou au VIe siècle et aurait été la résidence du roi Eusèbe au début du VIe siècle, bien que des sources mentionnent une date postérieure pour sa construction (IXe ou Xe siècle). Avant que le château ne soit ruiné par les Normands au début du Xe siècle, cette forteresse est la demeure des comtes de Vannes. Restauré par les ducs, il est passagèrement habité par Pierre Mauclerc et Jean Ier. Endommagé par le tremblement de terre qui frappe Vannes en 1287, le duc Jean II, qui préférait le château de Suscinio, cède la Motte à Henri Tore, l'évêque de la ville. L'édifice est reconstruit à partir de 1288. Le château devient alors le manoir épiscopal de la Motte.
En 1532, le manoir épiscopal accueille la congrégation et l'assemblée des États de Bretagne en présence du roi de France François Ier. C'est dans la grande salle du manoir que fut délibérée la requête par laquelle fut demandée l'union de la Bretagne à la France : la Lettre de Vannes.

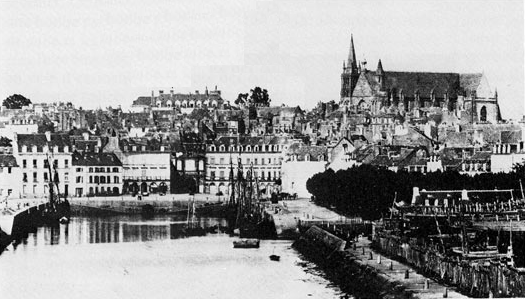
Cliché de Vannes antérieur à 1860 - Le manoir de la Motte est l'édifice le plus élevé.

Le manoir est reconstruit une nouvelle fois à l'initiative de monseigneur Charles de Rosmadec en 1654. Les travaux dureront 18 mois. Des travaux sont réalisés par Mgr Louis Cazet de Vautorte et son successeur, Mgr François d'Argouges, acquiert en 1688 les douves nord, dites du Mené, qu'il convertit en un grand jardin. Sébastien-Michel Amelot est le dernier évêque qui y loge, abandonnant la Motte en 1791 par la suite de son refus de serment à la constitution civile du clergé.
Après la Révolution, Vannes est choisie comme chef-lieu du nouveau département du Morbihan. Le directoire du département s'y installe en 1793. Le premier préfet, Henri Giraud Duplessis, s'installe à la Motte en mars 1800. Le château restera le siège de la préfecture pendant 60 ans. Le 11 janvier 1860, un mur de soutènement s'effondre, tuant deux personnes. Le ministère de l’intérieur dépêche un architecte membre du conseil des bâtiments civils. Celui-ci conclut à l'impossibilité d'une réparation et l’édifice est ceinturé de fer pour éviter un effondrement total. Le manoir est vendu avec ses dépendances en 1866 pour la somme de 110 000 francs. Le château sera en partie rasé en 1867, ce qui permettra la construction d'une nouvelle voie en direction de la gare : la rue Billault. L'hôtel de France, détruit en 1912, garda en son sein deux fenêtres de façade à chaque étage.

### Seconde enceinte

#### Château de l'Hermine

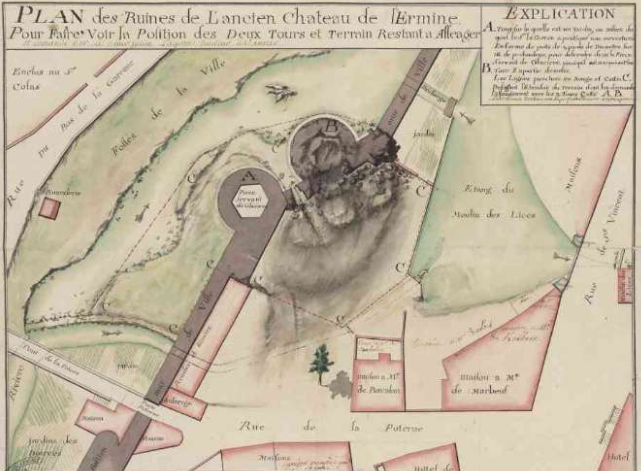
Plan des ruines de l'ancien château de l'Ermine. Pour faire voir la position des deux tours et terrain restant à afféager. Et demandé par le Sieur Julien Lagorce traiteur à Vannes, 1769

Le château de l'Hermine est un bâtiment défensif et d'habitation, voulu par le duc Jean IV de Bretagne, qui désirait bénéficier de la position plus centrale de la ville de Vannes en son duché. La forteresse est adjointe à de vastes dépendances où il crée un parc, le terrain s'étendait de la Garenne à l'Étang au Duc. Selon les Chroniques de Froissart, il est « très bel et très fort » et pour Bertrand d'Argentré dans son Histoire de Bretagne, datée de 1582, « c’est un petit bâtiment pour un prince, qui consiste en un seul corps de logis et force petites tours et il y a en outre deux grosses tours par le dehors ».
La construction de ce bâtiment s'est échelonnée entre 1380 et 1385, le chantier se poursuit jusqu'au milieu du XVe siècle. Les services de l'hôtel du duc trouvent place dans la basse-cour : l'atelier de la monnaie, la maison du four, le jeu de paume ainsi que les écuries ducales. L'étendue de celle-ci sera révélée par des fouilles effectuées à la fin du XXe siècle. La construction du moulin des lices, de la chambre des comptes et de la chapelle des lices entre 1420 et 1425, complète le tout.
Le passage du duché dans le giron français en 1532 le laisse sans entretien. Donné à la ville par Louis XIV en 1697, celui-ci devient alors le siège d'une carrière qui sert à la restauration des bâtiments municipaux et à l'aménagement du port.

#### Pont Saint-Vincent

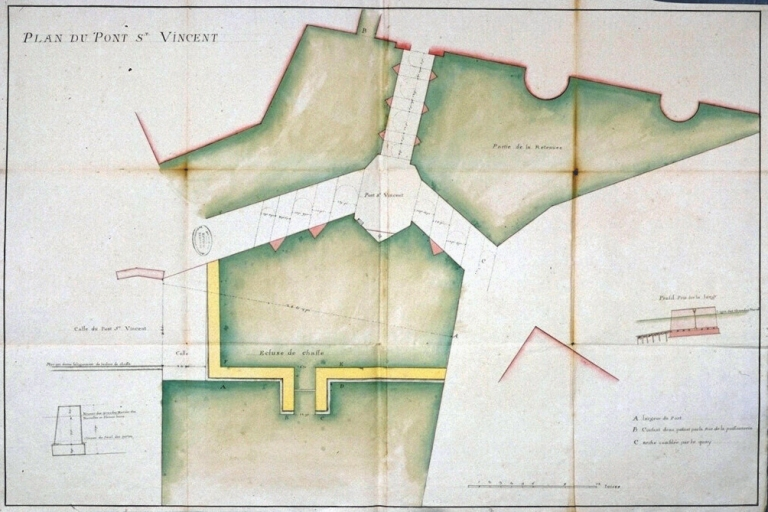
Le pont Saint-Vincent et son écluse au XVIIIe siècle

On ne sait rien de l'existence d'un passage entre la terre de Kaër à l'ouest et celle de Calmont à l'est, avant l'ouverture de la porte Saint-Vincent. Un document faisant mention de la réparation d'un pont en 1598 est la première trace d'un passage entre les deux rives du port. Le pont ne fait pas partie stricto sensu des fortifications mais est un élément urbain essentiel permettant l'accès entre la ville et le port.
Le pont doit être modifié à la suite de la construction du quai Billy en 1697. En 1787, le projet d'embellissement de la ville dessiné par l'ingénieur Maury prévoit la création d'une place entre la porte et l'extrémité du port mais la Révolution marque l'arrêt de celui-ci. Le projet est relancé par le conseil municipal en 1835 et l'architecte-voyer Philippe Brunet-Debaines se voit confier sa réalisation. Marius Charier reprend la suite du programme à la suite du décès de Brunet-Debaines en 1838. En 1843, les travaux de construction de la place, des immeubles sur les anciennes vasières situées de part et d'autre du pont, et du canal souterrain de la Marle sont achevés. La place du Morbihan (future place Gambetta) remplace alors le pont Saint-Vincent. En 1976, lors de la réfection de la place, les arches subsistantes sont éventrées : les travaux de voirie de 2005 mettront au jour la présence d'une dernière arche encore en état.

#### Porte Michelet

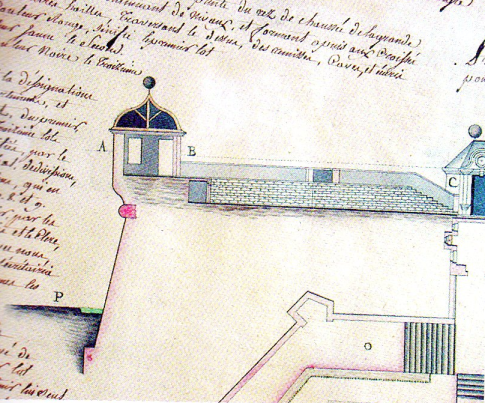
Bastion de Brozillay - dessin du 28 germinal de l'an III (17 avril 1795).

Percée lors des travaux d'agrandissement de la fin du XIVe siècle, la porte Michelet se situe au nord-ouest de la porte de Gréguennic. Celle-ci disparaît lors de la construction du bastion de Haute-Folie à la fin du XVIe siècle.

#### Bastion de Brozillay
Le bastion de Brozillay, ou bastion de Ker, le troisième des bastions construits sous la Ligue, présentait les mêmes caractéristiques techniques que celui de Gréguennic. Bâti en maçonnerie, c'est un « bastion creux doté d'une batterie basse et de casemates espacées sur la courtine. [...] À chaque angle de l'ouvrage, une échauguette sur consoles de mâchicoulis sert de poste de surveillance ».
Au XVIIIe siècle, comme ses voisins, il prend le nom de son propriétaire et devient le bastion de Bavalan, à l'arrière de l'hôtel du même nom. Entre 1870 et 1900, lors de l'ouverture de la rue Thiers, les courtines de la tour Saint-François au bastion de Haute-Folie y compris le bastion de Brozillay sont détruits.

## Les remparts dans les arts
Symbole de la ville, les remparts, en particulier la muraille Est, sont appréciés par les voyageurs et artistes. Ils forment, avec en premier plan les jardins aménagés et les lavoirs de la Garenne ; et en arrière-plan la vieille ville et la Cathédrale Saint-Pierre, un paysage atypique régulièrement peint, dessiné et photographié notamment pour illustrer des guides touristiques et comme sujets de cartes postales.
De passage en ville en 1834, Victor Hugo effectue un dessin de la tour du Connétable. En 1890, Albert Robida illustre son ouvrage La Bretagne par les lavoirs de Vannes et les remparts, la tour du Connétable et la Vieille ville en arrière-plan.

## Galerie

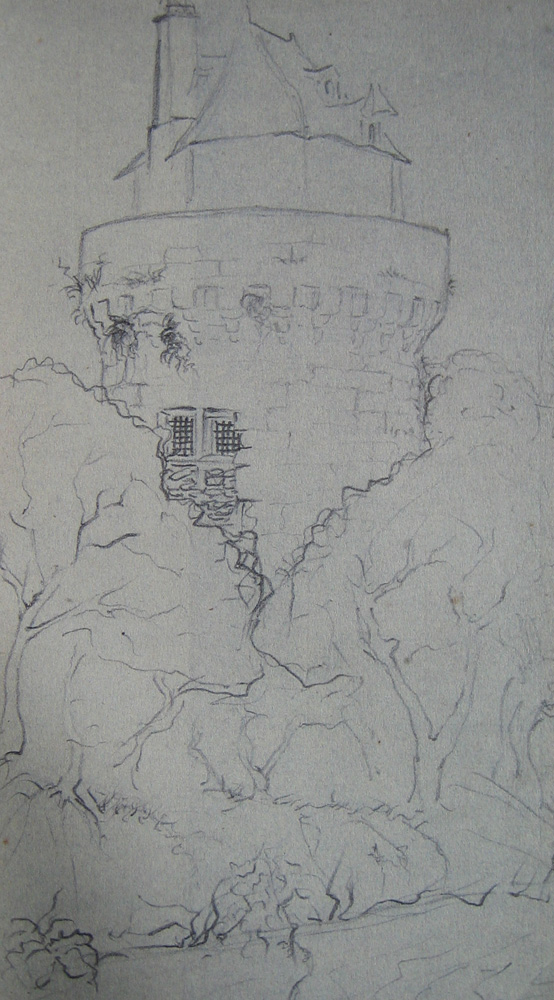
Dessin de Victor Hugo de la Tour du Connétable en 1834.
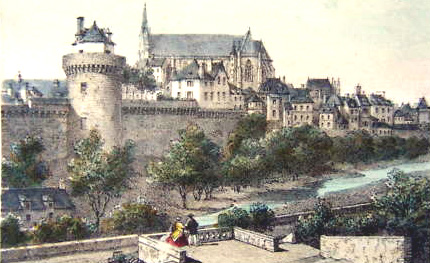
La Tour, les Remparts et la Cathédrale en 1845.
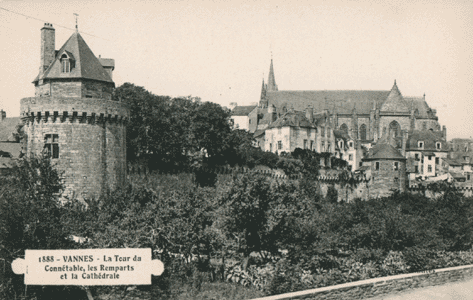
La Tour, les Remparts et la Cathédrale en 1888.
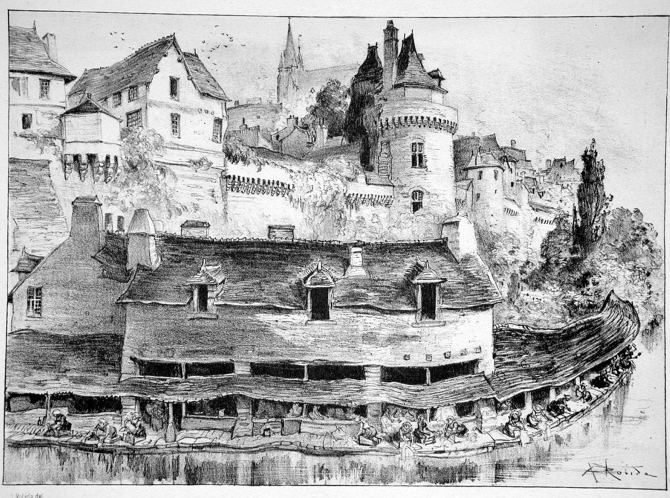
Dessin d'Albert Robida - 1890.
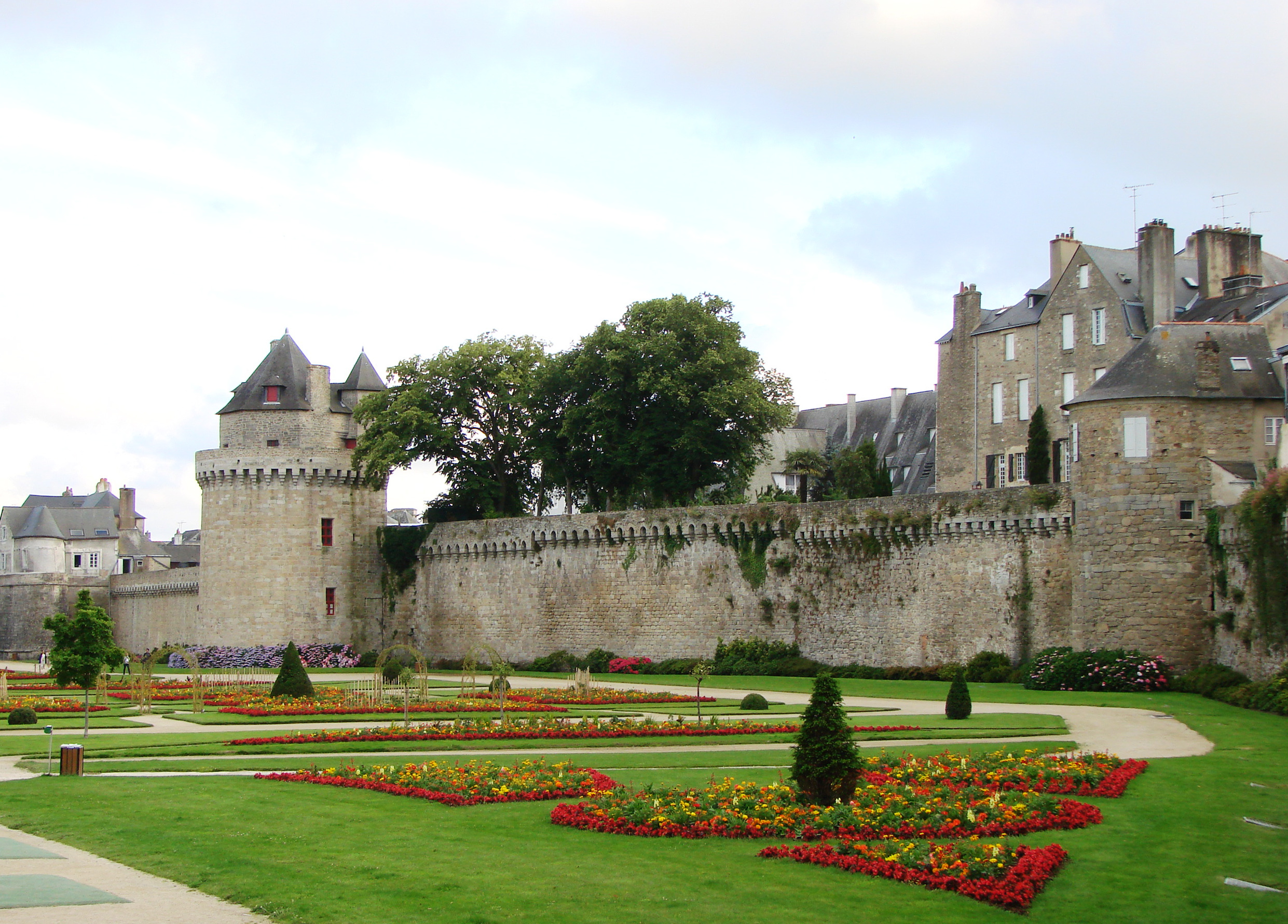
La Tour du Connétable, la Tour Joliette et les jardins des remparts.
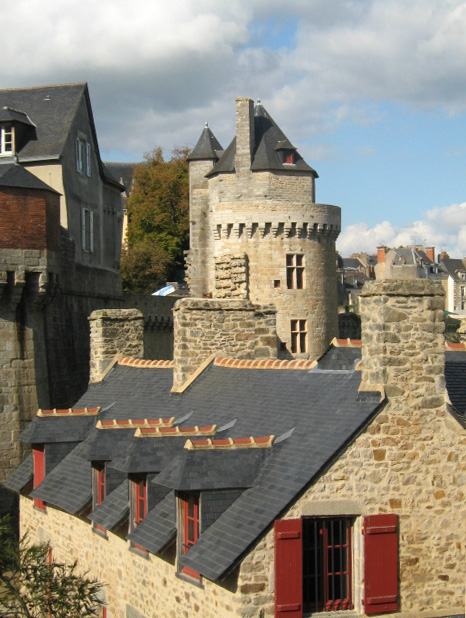
Les lavoirs et la tour en arrière-plan.
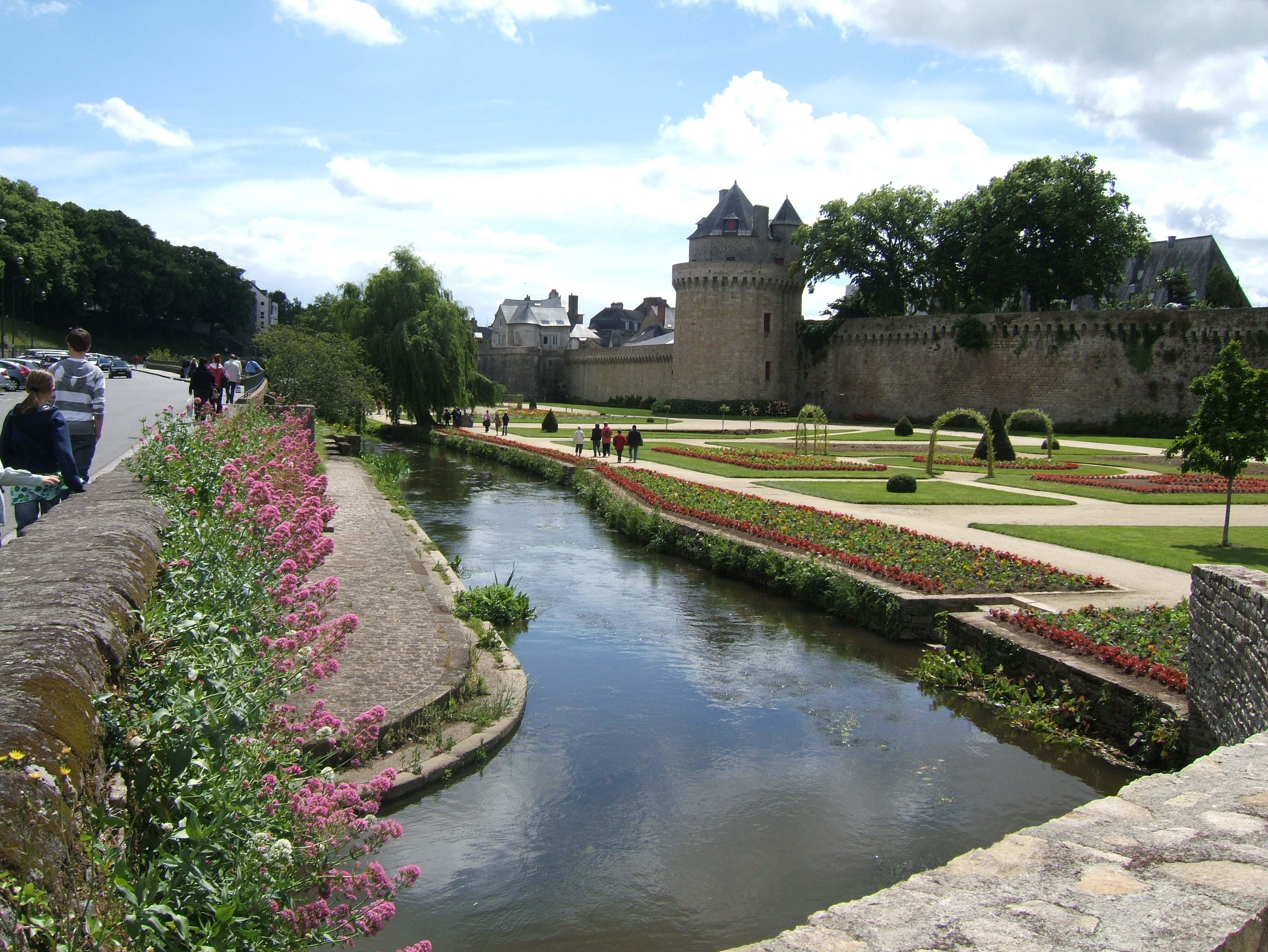
La Rivière de Marle (ou de Vannes) et la tour.
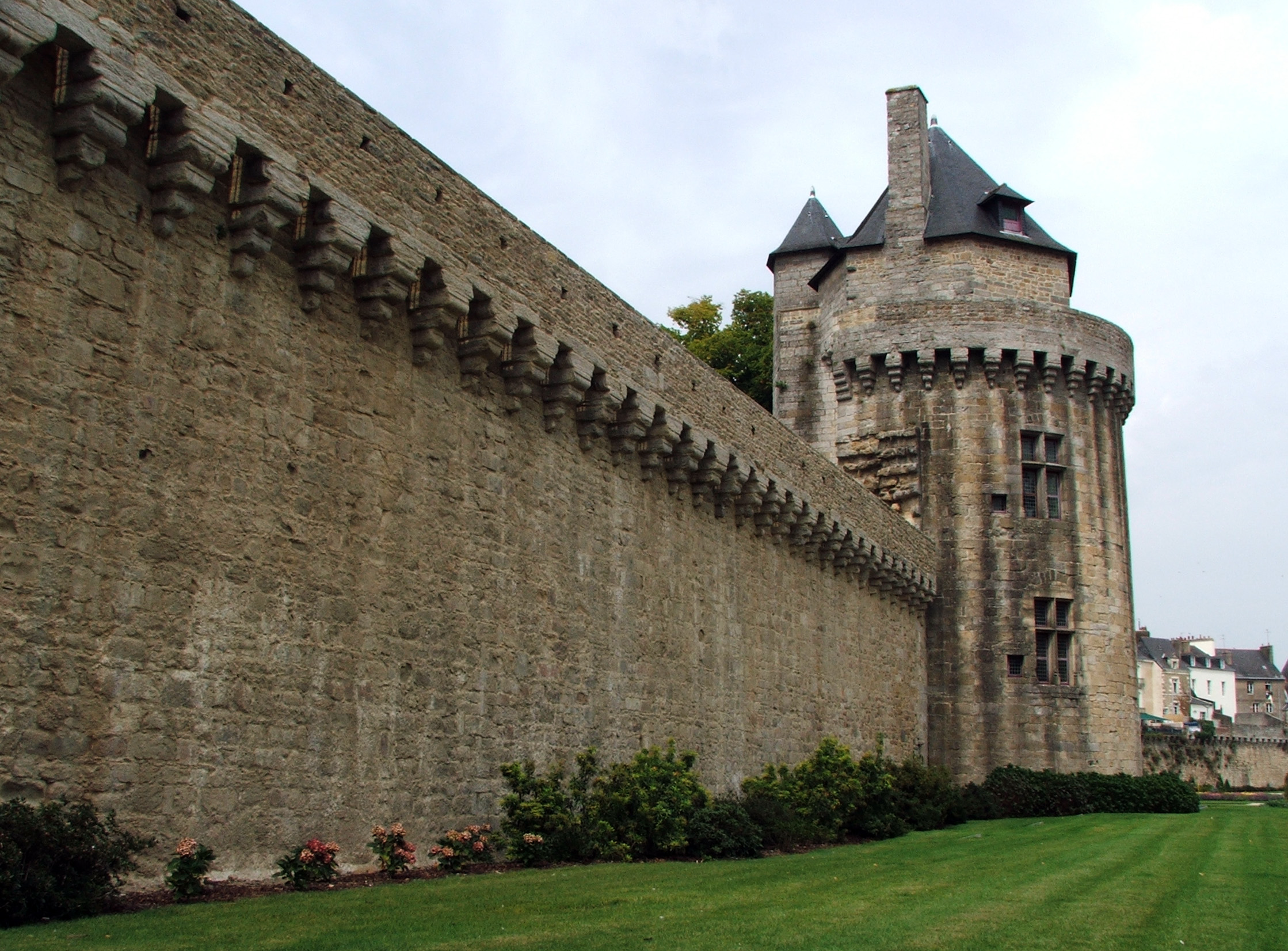
La Tour vue du Sud.
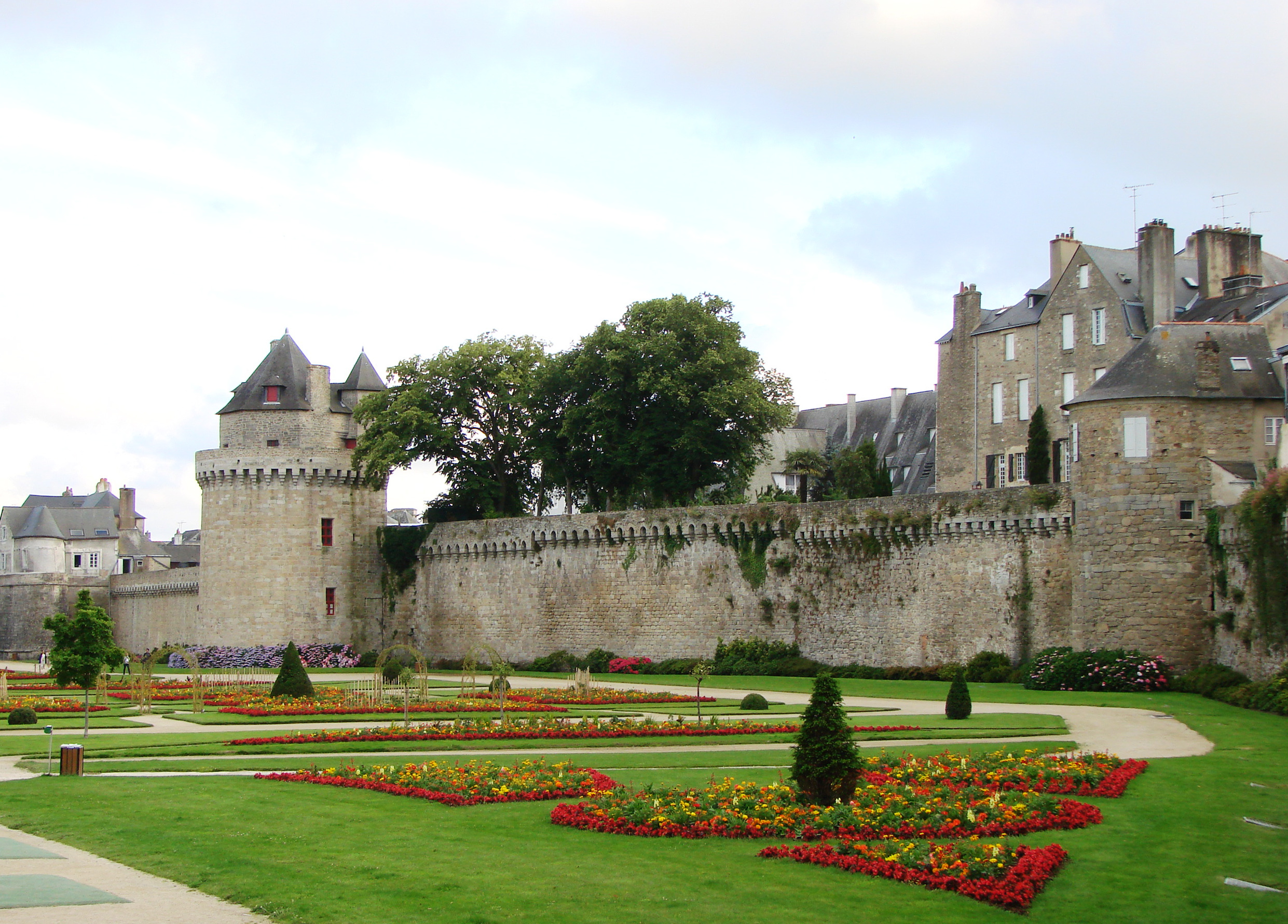
Jardins des remparts en 2007, vus depuis la rue Francis Decker.
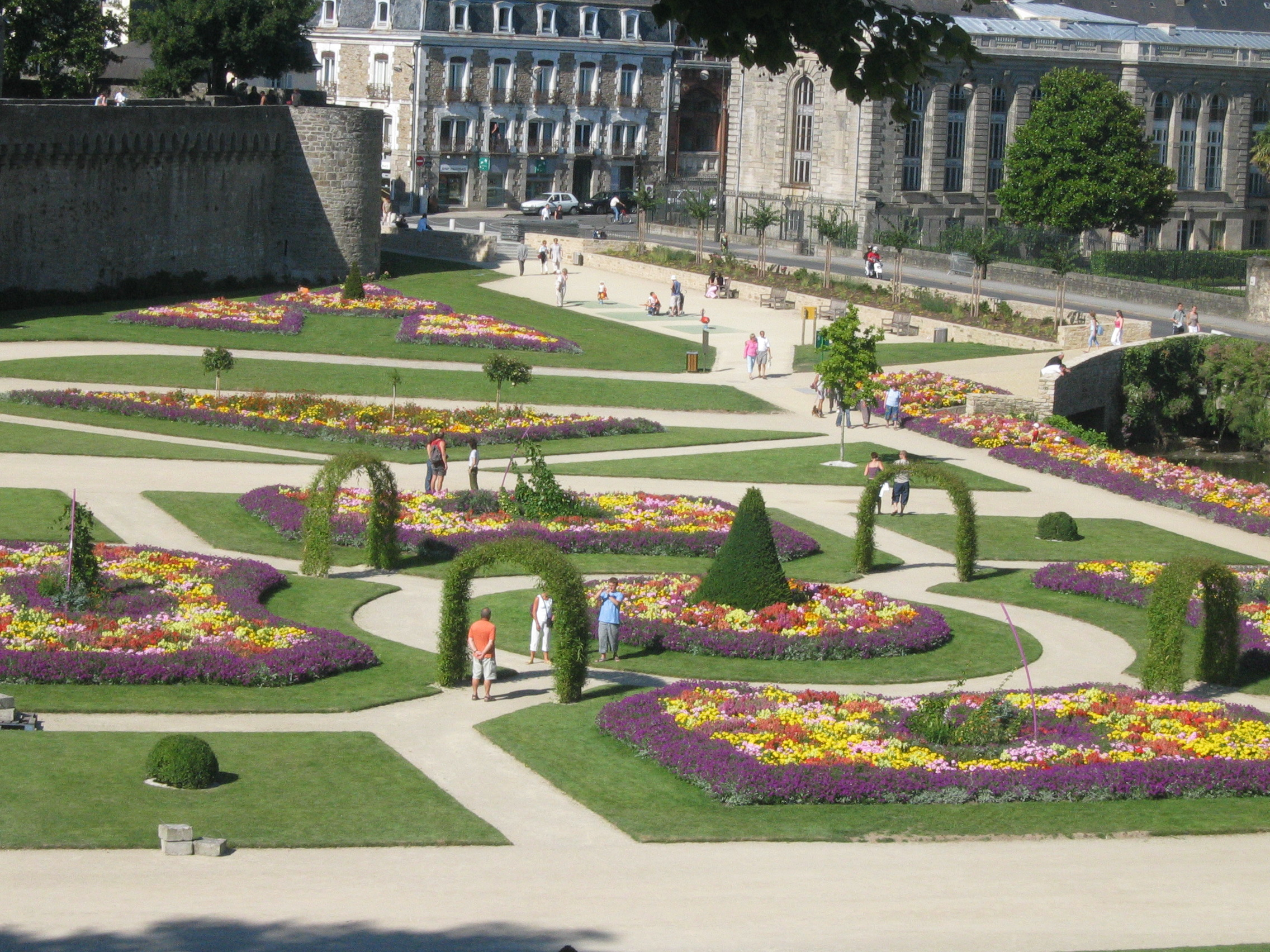
Jardins des remparts en 2008, vus depuis la tour du Connétable.
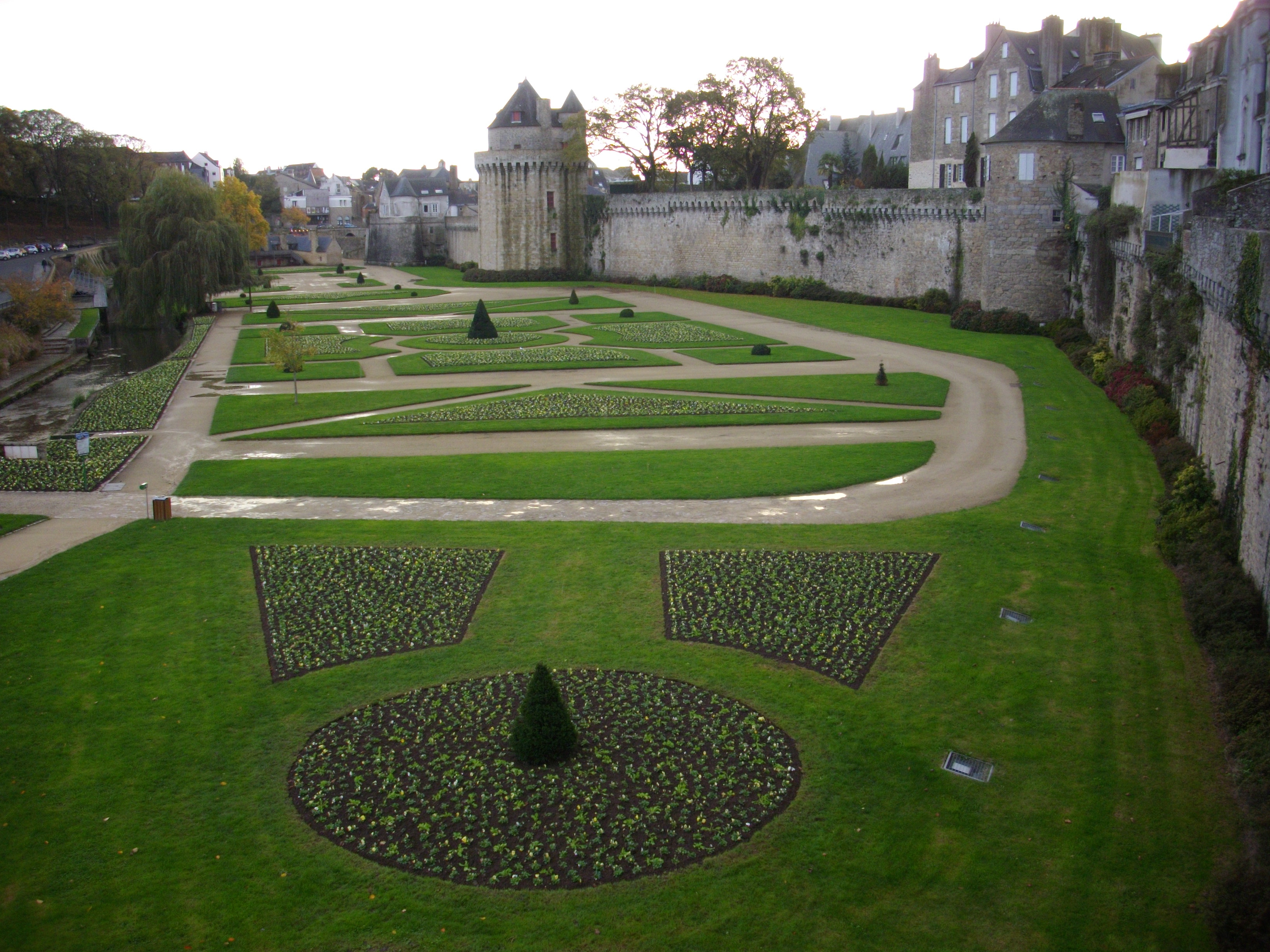
Jardins des remparts en 2009, vus depuis la courtine de la tour Joliette.
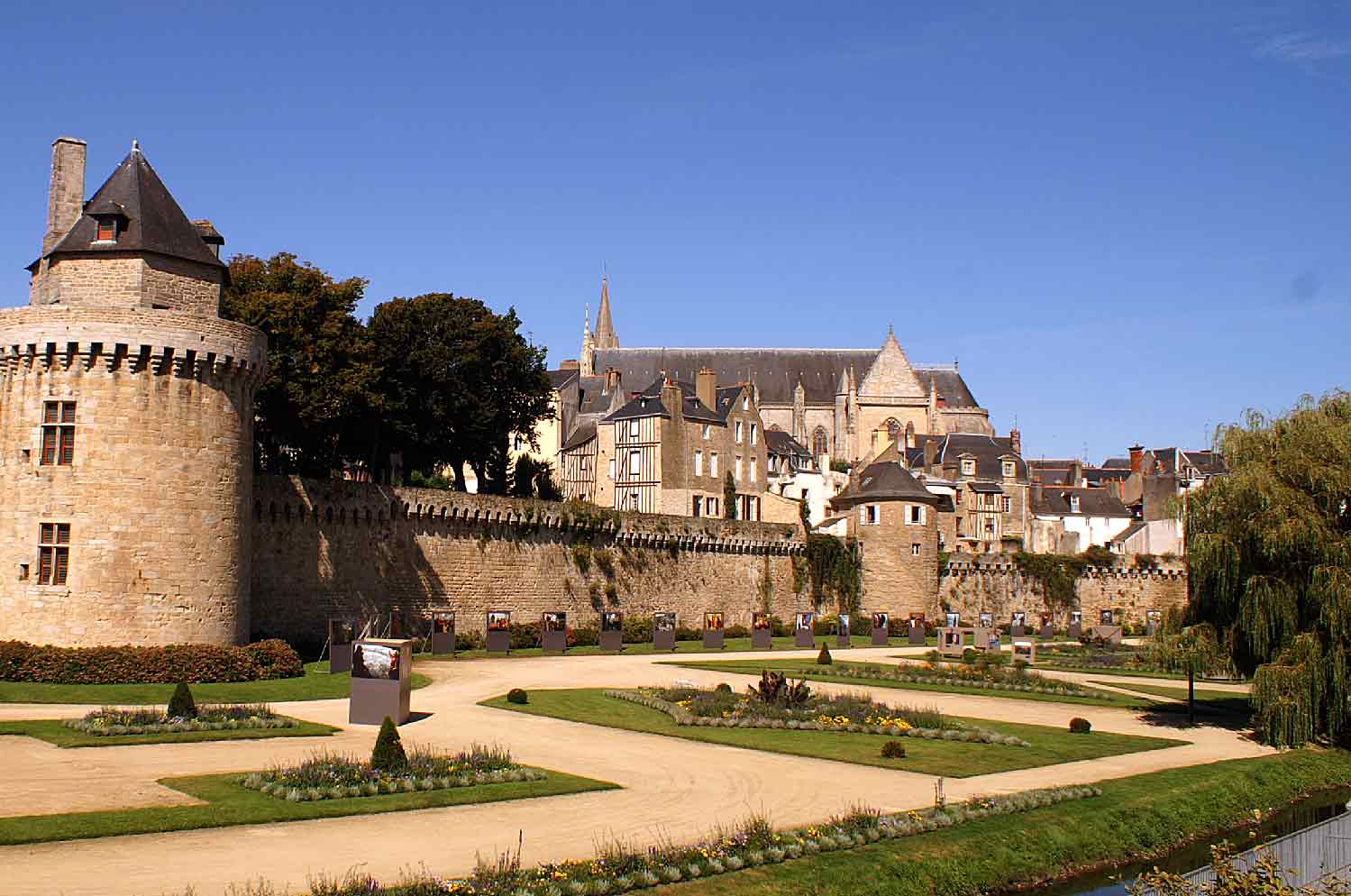
La tour du Connétable et la cathédrale de Vannes.
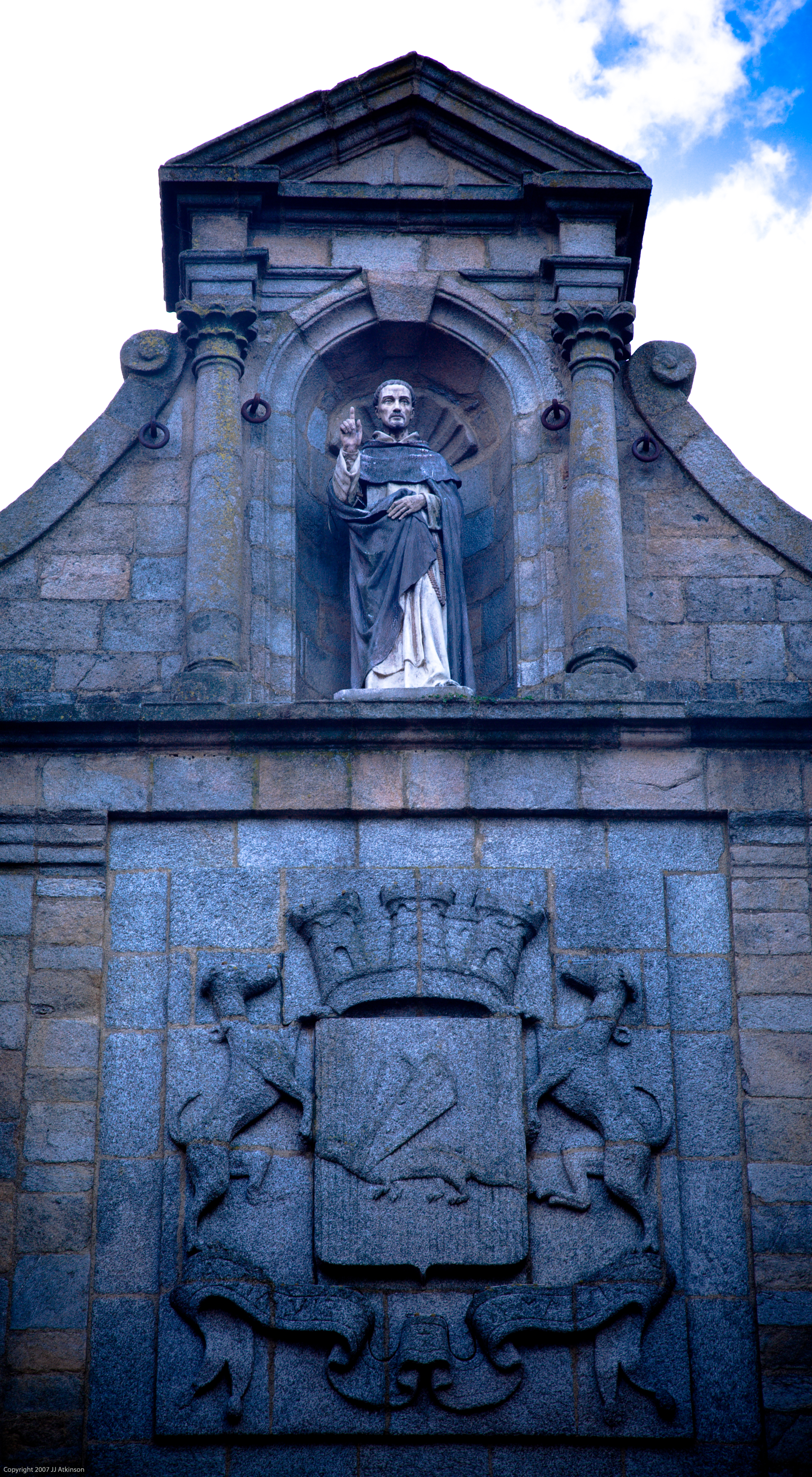
Statue de St Vincent Ferrier et blason de la ville surmontant la porte Saint-Vincent.